# Minneapolis
Vous lisez un « bon article » labellisé en 2007.
Pour les articles homonymes, voir Minneapolis (homonymie).
La ville de Minneapolis (en anglais : /ˌmɪniˈæpəlɪs/) est le siège du comté de Hennepin dans l'État du Minnesota, aux États-Unis.
Située dans le centre-est de l’État et au bord du Mississippi, à environ 650 km au nord-ouest de Chicago, elle est voisine de sa capitale, Saint Paul, une autre ville importante avec laquelle elle forme la principale agglomération de l’État du Minnesota.
En 2023, Minneapolis comptait 425 115 habitants pour la ville seule et 3 712 020 habitants pour l'agglomération de Minneapolis-Saint Paul (qui comprend d'autres communes plus petites), ce qui classait l'aire urbaine comme la 16e plus grande agglomération des États-Unis et la 105e plus vaste à l'échelle mondiale. Ces deux cités au bord du Mississippi sont connues sous le nom de « villes jumelles » (Twin Cities).

## Héraldique
Comme toute ville américaine, Minneapolis possède son propre drapeau et ses armoiries.

## Géographie

Situation de Minneapolis aux États-Unis.

Minneapolis se situe dans le nord-ouest du Midwest, région du centre nord des États-Unis. Le pays étranger le plus proche est le Canada, dont elle est distante d'environ 400 km. Plus précisément, la ville est localisée au centre-est de l'État du Minnesota, dans le comté de Hennepin, non loin de la frontière avec le Wisconsin.
Minneapolis s'est construite au confluent de la rivière Minnesota et du Mississippi sur un terrain relativement plat. Pas moins de 16 lacs sont situés à l'intérieur des limites de la ville, la plupart d'entre eux étant néanmoins réduits et peu profonds, mais couverts par la glace en hiver. Selon le Bureau du recensement des États-Unis, la ville de Minneapolis possède une superficie totale de 151,3 km2 (58,4 mi2). 142,2 km2 (54,9 mi2) de sa superficie sont situés en surface tandis que 9,1 km2 (3,5 mi2) (6,01 %) sont constitués d'eau. Son altitude varie entre 209 et 323 mètres au-dessus du niveau de la mer.
Le centre-ville est situé juste au sud de la latitude du 45e degré nord. Du côté sud de la Golden Valley Road à l'est de la Wirth Parkway, une borne est d'ailleurs disposée indiquant le passage du 45e parallèle nord.

### Climat
Le climat de Minneapolis est un climat continental typique de la région du Midwest des États-Unis, classé comme « Dfa » dans  la classification de Köppen, soit un climat continental humide avec été chaud. L'été est chaud et fréquemment humide avec une température du mois le plus chaud supérieure à 22 °C (juillet avec 23,2 °C). L'hiver est froid et assez sec avec une température moyenne du mois le plus froid inférieure à −3 °C (janvier avec −9,1 °C), malgré cela le climat n'est pas qualifié de climat continental avec hiver sec car les précipitations du mois hivernal le plus sec (février avec 20 mm) sont supérieures à 1/10 des précipitations du mois estival le plus humide (août avec 110 mm),.
À cause de sa position septentrionale, les hivers y sont particulièrement froids, en raison d’un courant Arctique se dirigeant vers le sud en provenance du Canada. Comme tout climat continental, le temps peut être quelquefois relativement imprévisible avec l'arrivée avancée du beau temps dès avril-mai alors habituellement spécifique aux mois de juin à août.
Parmi toutes les grandes métropoles des États-Unis, Minneapolis-Saint Paul est la plus froide avec seulement 7,4 °C (7,5 °C) de moyenne de températures. Les quatre saisons sont très marquées avec des changements de température importants et relativement brefs notamment à cause de courants climatiques propres à chacune d'elles pouvant parcourir la ville. La ville subit un large éventail de manifestations climatiques allant de la neige, du verglas et du givre à la pluie, aux orages et au brouillard.
La plus haute température jamais enregistrée à Minneapolis fut de 42 °C (42,2 °C) le 14 juillet 1936, alors que la plus froide fut constatée le 21 janvier 1888 avec −40,55 °C (−40 °C). L'hiver le plus neigeux fut celui de 1983-84 lorsqu'au total 2,50 m de neige tombèrent sur la ville.

#### Hiver

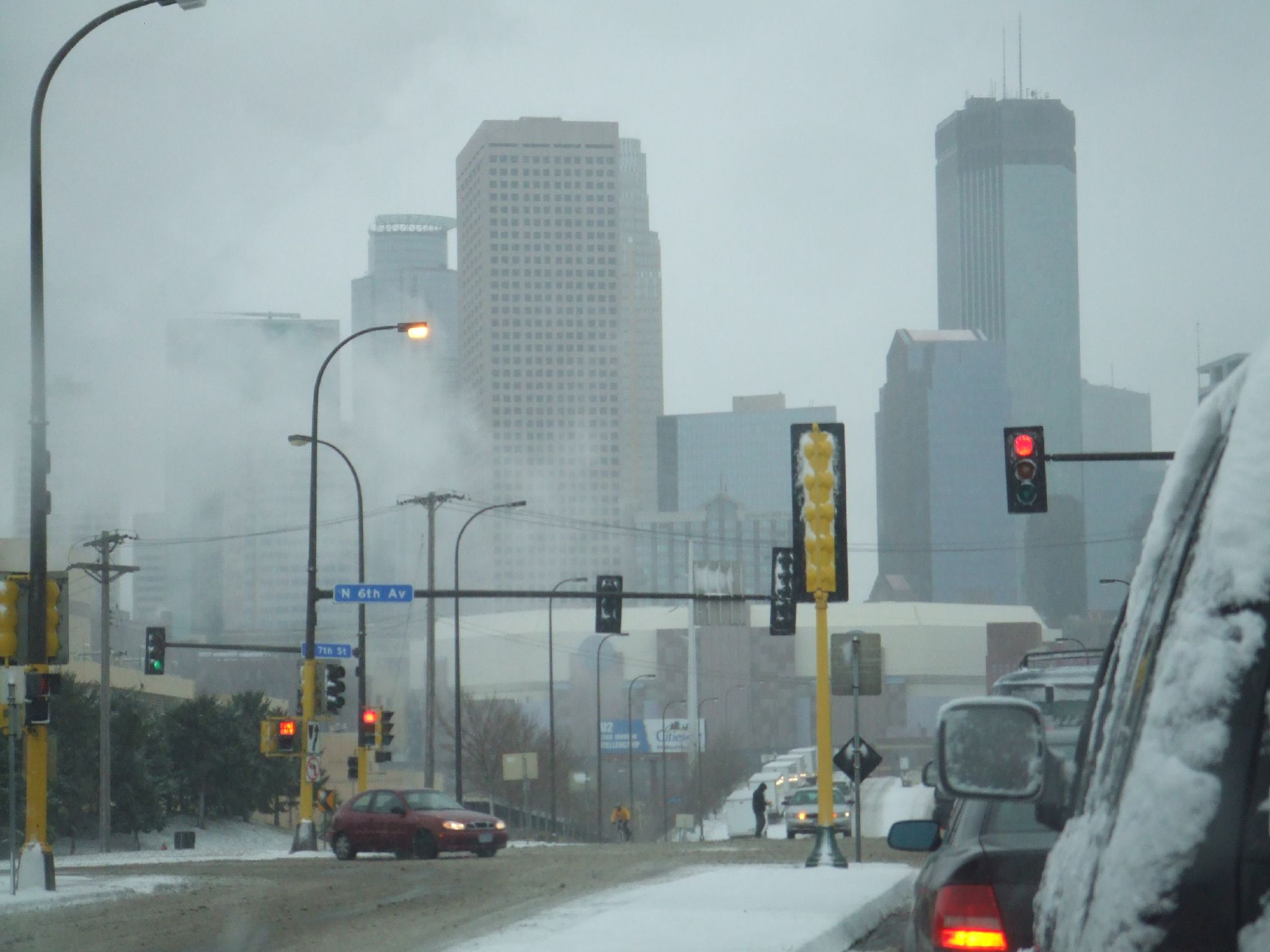
Les rues de Minneapolis en hiver.

L'hiver à Minneapolis est caractérisé par le froid (les températures sont généralement négatives) et des chutes de neige. Alors que la haute pression atmosphérique venue des plaines du Canada apporte un vent léger, un ciel dégagé et un froid sec, le courant provenant de la province canadienne de l'Alberta alterne avec ces hautes pressions et apporte des températures légèrement plus douces mais accompagnées de fréquentes précipitations de neige. Occasionnellement, des tempêtes venues de l'océan Pacifique peuvent entraîner l'arrivée de blizzard, submergeant alors la ville de neige.

#### Printemps
Au printemps, il n'est pas rare que le froid persiste avec des chutes de neige jusqu'à fin avril ou début mai. Cependant, c'est surtout la saison des orages, conséquence de l'arrivée de courants venus du Pacifique mêlés à un air chaud et humide originaire du golfe du Mexique. En raison de sa position vis-à-vis des différents courants climatiques, Minneapolis est tout particulièrement exposée à ces orages qui se transforment quelquefois en de dangereux derechos, mais présente aussi un fort risque de tornades, notamment en juin.

#### Été

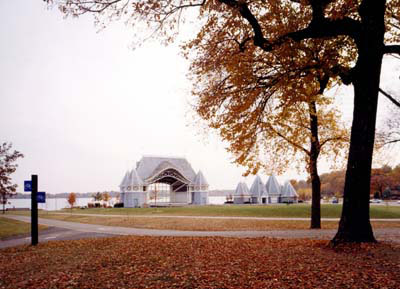
Bords du lac Harriet de Minneapolis en automne.

L'été voit l'arrivée d'une atmosphère plus chaude, humide, mais ponctuée par des températures plus stables que dans les autres saisons, bien que des courants froids puissent brièvement réapparaître d'où les orages et tornades qui sont toujours possibles en juillet et août.

#### Automne
L'automne est une saison totalement opposée au climat que l'on retrouve au printemps à Minneapolis. Les températures deviennent plus variables. C'est le moment où arrivent différents courants climatiques et tempêtes chaque fois plus froides, à l'image de la pluie qui fait place à la neige généralement vers octobre.
| Mois                              | jan.  | fév.  | mars | avril | mai  | juin | jui. | août | sep. | oct. | nov. | déc.  | année |
| --------------------------------- | ----- | ----- | ---- | ----- | ---- | ---- | ---- | ---- | ---- | ---- | ---- | ----- | ----- |
| Température minimale moyenne (°C) | −13,6 | −10,7 | −4,3 | 2,9   | 9,4  | 14,9 | 17,8 | 16,6 | 11,3 | 4,3  | −3,2 | −10,9 | 2,9   |
| Température moyenne (°C)          | −9,1  | −6,2  | 0,4  | 8,6   | 15,1 | 20,5 | 23,2 | 21,8 | 16,7 | 9,3  | 0,9  | −6,8  | 7,9   |
| Température maximale moyenne (°C) | −4,6  | −1,7  | 5,2  | 14,3  | 20,8 | 26   | 28,6 | 26,9 | 22,1 | 14,4 | 5,1  | −2,7  | 12,9  |
| Record de froid (°C)              | −41   | −36   | −36  | −17   | −8   | 1    | 6    | 4    | −3   | −12  | −32  | −39   | −41   |
| Record de chaleur (°C)            | 14    | 18    | 28   | 35    | 41   | 40   | 42   | 39   | 40   | 32   | 25   | 20    | 42    |
| Ensoleillement (h)                | 157   | 178   | 218  | 242   | 295  | 322  | 351  | 307  | 233  | 181  | 113  | 114   | 2 711 |
| Précipitations (mm)               | 23    | 20    | 48   | 68    | 85   | 108  | 102  | 110  | 78   | 62   | 45   | 29    | 778   |

## Histoire

### L'avant Minneapolis

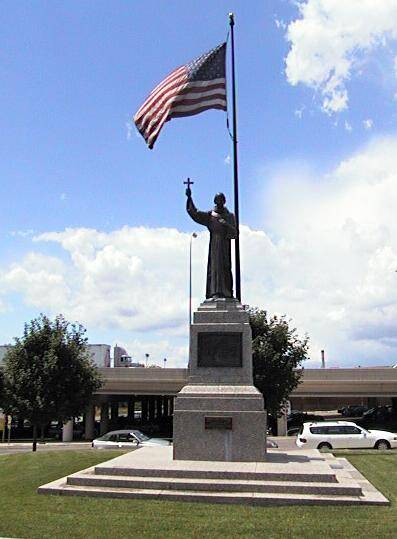
Statue du père Hennepin, premier Européen à explorer la région de Minneapolis.

Avant la seconde moitié du XIXe siècle, l'histoire de Minneapolis est intimement liée à celle des Sioux, tribu d'Amérindiens qui occupaient à l'origine son territoire bien avant l'arrivée des premiers Européens dans les années 1680, dont le père Louis Hennepin qui, mandaté par la France, fut le premier à explorer la région.
Depuis cette époque, la région de Minneapolis appartint successivement à plusieurs pays européens avant d'intégrer plus tard le territoire américain. La mainmise de la France sur ce territoire commença dès 1680 après l'expédition de Louis Hennepin. À la suite du traité de Paris découlant de la guerre de Sept Ans en 1763, la zone du Minnesota actuel à l'ouest du Mississippi et au sud de la baie d'Hudson fut cédée à l'Espagne. Faisant partie de la Nouvelle-France, le territoire ouest de Minneapolis revint brièvement sous contrôle français en 1803 avant d'être intégré définitivement dans les États-Unis à la suite de la vente de la Louisiane. La partie de la ville située à l'est du Mississippi fut transférée à l'Angleterre également à l'issue du traité de Paris de 1763. Cette portion de terre, qui abrite une partie du Minnesota, mais aussi de Minneapolis, fut remise aux États-Unis après l'indépendance du pays.
Dans l'objectif d'asseoir l'autorité des États-Unis sur les territoires indiens de l'ouest, John Caldwell Calhoun, Secrétaire à la Guerre des États-Unis, avait chargé l'armée de reconnaître les terres pour y établir le camp de Fort Snelling (1817), l'une des premières colonies de l’État. Les géomètres de l'armée baptisèrent spontanément le plan d'eau naturel découvert sur le site « lac Calhoun » en honneur au ministre et l'on retrouve ce nom sur la carte d'état-major de Fort Snelling du lieutenant James L. Thompson (1839). L'armée américaine bâtit le Fort Snelling sur un territoire acheté aux Sioux en 1805. Ce terrain qu'occupait le fort dès sa construction en 1819 correspond aujourd'hui à la totalité de Minneapolis et à la moitié de Saint Paul.
Le fort permettait la surveillance du confluent du Mississippi et du Minnesota. Le périmètre de sécurité sous son contrôle était interdit à toute implantation civile. Ce n'est qu'en 1850 que le tout premier non-militaire fut autorisé à s'y installer, il s'agissait de John H. Stevens qui avait obtenu ce droit en échange de son offre d'un service de bac à travers les fleuves pour relier le fort à la commune proche de Saint Anthony. Symboliquement, il peut être considéré comme le premier résident du territoire occupé aujourd'hui par Minneapolis.

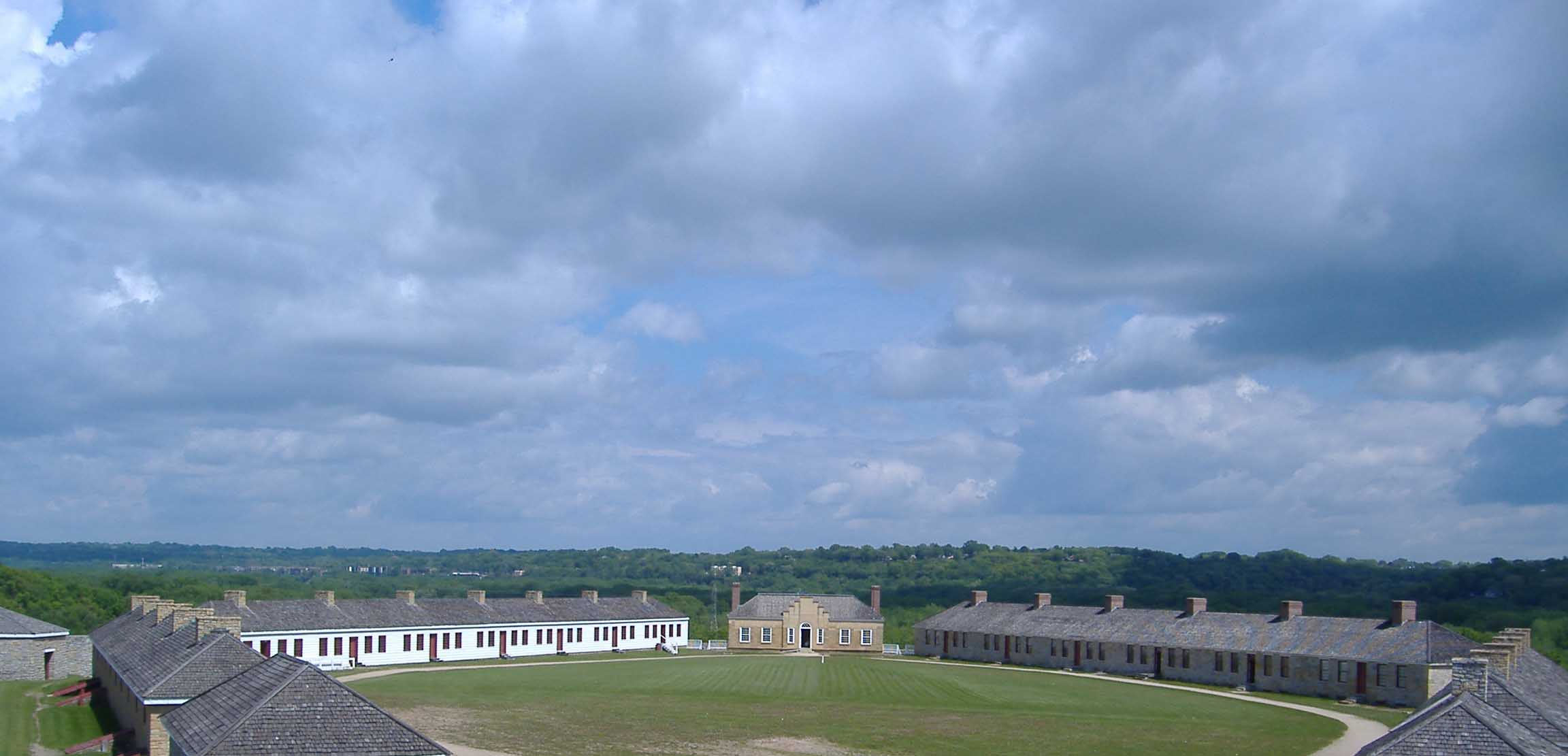
Le Fort Snelling, en service de 1825 à 1946.

Peu après, en 1852, le président américain Millard Fillmore approuva un acte du Congrès accordant une réduction de la surface sous protection de Fort Snelling, ouvrant alors la partie à l'ouest du fleuve aux implantations civiles. La même année, fut créé le comté de Hennepin nommé en l'honneur du père Louis Hennepin qui l'a découvert.

### Naissance de la ville
Bien qu'il n'y ait alors encore aucune commune à l'ouest des chutes de Saint Anthony, la première commission du comté de Hennepin choisit cet emplacement comme siège du comté de Hennepin. Plusieurs noms furent proposés pour le nouveau lieu, le premier sélectionné fut « Albion ». Cependant face à certaines réticences, d'autres noms furent par la suite mis en compétition.
C'est finalement « Minneapolis » qui sera retenu après qu'un professeur d'école a proposé « Minnehapolis » au St. Anthony Express, journal local qui publia l'idée le 5 novembre 1852 qui fut adoptée une semaine plus tard.
Minneapolis fut considérée comme une ville dès 1856 par la législation territoriale du Minnesota (Minnesota Territorial Legislature). En 1867, Dorilus Morrison fut élu en tant que premier maire de la ville. Longtemps mise en suspens, la fusion de St Anthony avec Minneapolis ne fut effectuée qu'en 1872 après que l'agglomération se fut rapidement développée à la suite de la guerre de Sécession. La ville contribue à une période générale de modernisation des cultures céréalières.
Le fleuve coulant en direction du sud-est, la construction originale de la ville s'est faite parallèlement au cours d'eau afin de maximiser la quantité de terre qui pouvait être employée. La croissance ultérieure de Minneapolis se fit avec la réalisation de rues principalement dans les sens nord-sud/est-ouest, entraînant ainsi la naissance de nombre d'intersections (la plus célèbre est probablement celle des « sept coins » (seven corners en anglais), sur la périphérie est du centre-ville).

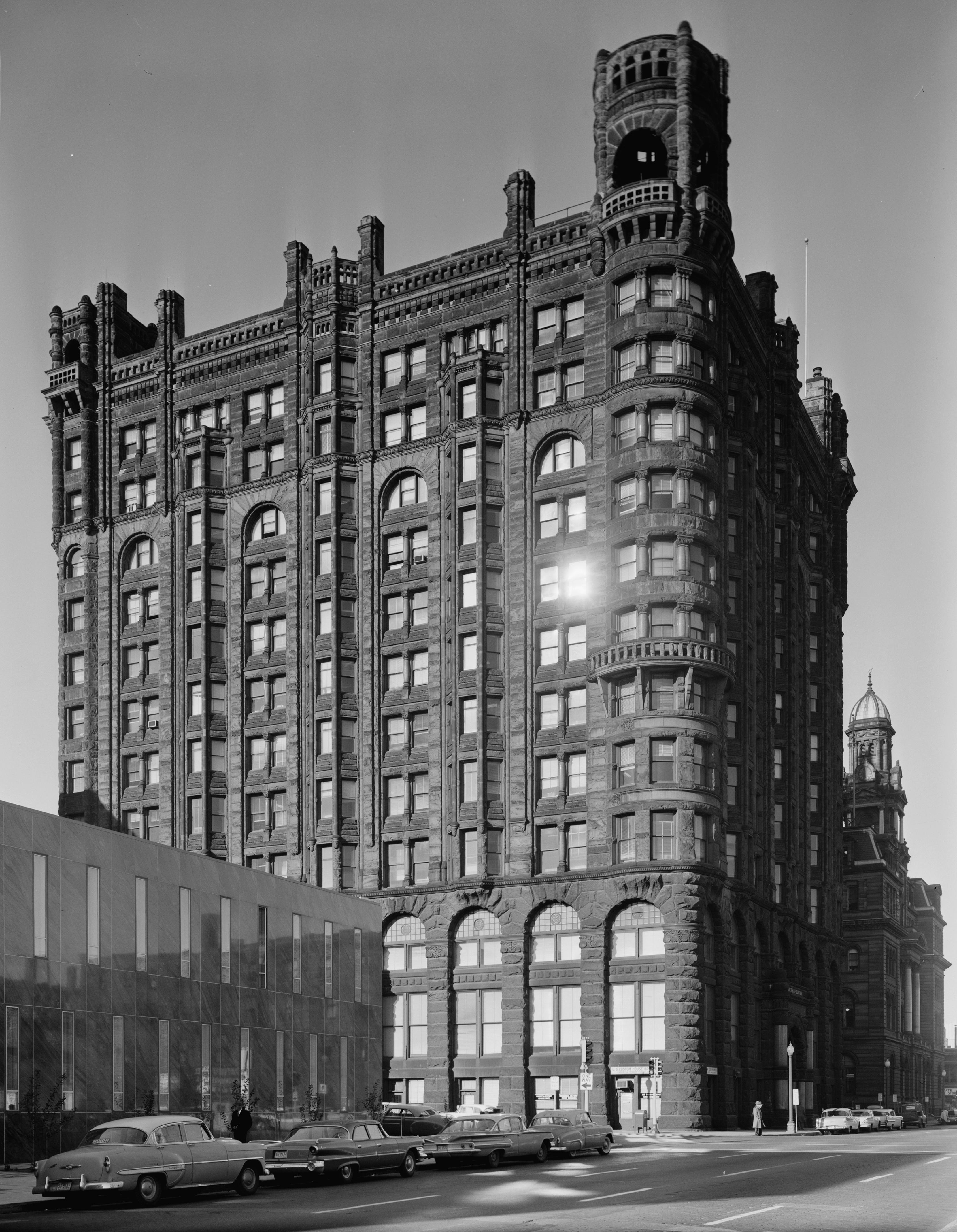
Le Metropolitan Building, détruit en 1961 dans le cadre du renouvellement urbain.

Après s’être développée en premier autour de l’industrie du bois, l’économie de la ville s’orienta vers la transformation céréalière grâce à l'activité de la région des Grandes Plaines environnante. Avec la naissance des premières multinationales du secteur en son sein comme General Mills ou Pillsbury, Minneapolis fut souvent surnommée la « capitale des minoteries » notamment car jusqu'en 1932, elle fit partie de la région du monde avec la plus forte production de grains.

### «Murderapolis»
La ville élit en 1916 Thomas Van Lear comme maire. Ancien mineur et syndicaliste, il était membre du Parti socialiste d'Amérique, auquel appartenait également Eugene Victor Debs, candidat à cinq reprises à l’élection présidentielle. Il ne reste cependant en fonction que deux ans, étant battu en 1918 dans le climat germanophobe marquant la fin de la Première guerre mondiale, et n’aura guère eu le temps de donner une orientation socialiste à la ville.
Les années 1920 et 1930 constituèrent une période relativement noire pour la réputation de Minneapolis avec le développement du crime organisé et de la corruption illustré par le parrain le plus célèbre alors, Kid Cann. En 1931, le chômage et la misère provoqués par la Grande Dépression entraînent des émeutes de la faim dans la ville.
Pour remédier à ces problèmes, un vaste plan de renouvellement urbain fut lancé avec la destruction d'environ 200 bâtiments (soit près de 40 % de la ville) aussi bien insalubres que parfois à l'architecture recherchée. L'un des plus regrettés d'entre eux fut le Metropolitan Building, plus connu sous le nom de « the Met » qui avait obtenu de nombreux soutiens (finalement sans succès) quant à sa conservation. Cet évènement a tout de même contribué à une relative prise de conscience des habitants et des dirigeants concernant la préservation du patrimoine de leur ville.
Bien qu'elle ne fût jamais officielle et institutionnalisée, la ségrégation raciale était fréquente entre Noirs et Blancs. Aujourd'hui, certains problèmes persistent encore, bien qu'un programme de déségrégation dans l'éducation ait été engagé dès 1972. Tandis que la diversité ethnique grandit dans la région, certaines communautés comme les Amérindiens ou les Afro-Américains se plaignent d'être souvent les cibles de la police.
La seconde période trouble pour la ville dura pendant les années 1990 lorsque le taux de criminalité avec l'influence montante des gangs augmenta considérablement, notamment dans les quartiers pauvres. Parmi eux, le quartier de Phillips fut particulièrement touché par ce fléau. Après avoir atteint un nombre record de 97 homicides en 1995, Minneapolis gagna le surnom de « Murderapolis » (murder signifiant meurtre en anglais). À l'origine, ce pseudonyme était celui d'un magasin d'armes local. Il fut popularisé par le New York Times qui l'utilisa lorsque la ville dépassa le taux de criminalité par habitant de celui de New York. Bien que l'insécurité ait baissé dans les années qui suivirent, le terme est encore quelquefois utilisé lors des périodes de regain de violence.

### Minneapolis aujourd'hui

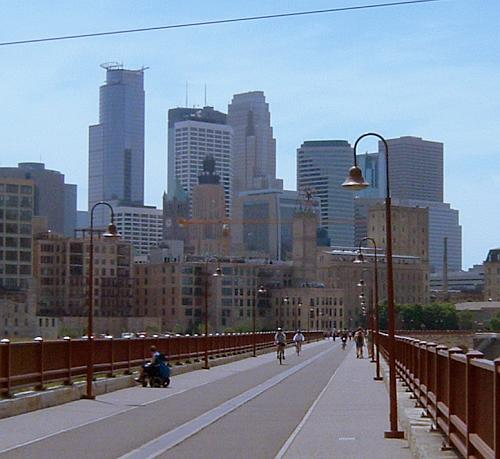
Quartier d'affaires de Minneapolis.

De nos jours, l’industrie pharmaceutique et les établissements financiers ont partiellement remplacé les activités agricoles et industrielles. On y trouve également la plus grande galerie marchande des États-Unis (le Mall of America). De nombreuses mesures environnementales ont été prises, comme en 2005, lorsque l'interdiction de fumer dans les lieux publics fut adoptée.
Minneapolis s'est également beaucoup tourné vers la culture en devenant un important pôle pour les arts. Le Walker Art Center (ouvert en 1927) fut un des initiateurs du mouvement pop art alors que le Guthrie Theater (créé en 1963) accueillit de nombreux artistes récompensés par les Emmy Awards ou les oscars du cinéma. Le nouveau Guthrie Theater, doté d'une architecture avant-gardiste, a ouvert ses portes en 2006 au milieu des anciens moulins reconvertis.
Dans les années 1980, une nouvelle vague de musiciens représentée par des artistes comme Prince, les Hüsker Dü, The Replacements ou encore Soul Asylum contribuèrent également à bâtir la réputation artistique de la ville, et donnèrent naissance à un courant musical, le Minneapolis sound.
Le 25 mai 2020, un homme Afro-Américain, du nom de George Perry Floyd, trouve la mort lors d'une interpellation par des policiers dans la région métropolitaine de Minneapolis-Saint Paul. La scène, filmée et diffusée en direct par une passante sur le réseau social Facebook, fait tout de suite grand bruit dans le pays et à travers le monde. Dès le lendemain, des manifestations souvent violentes ont lieu à Minneapolis et dans d'autres grandes villes des États-Unis. En raison des émeutes, le couvre-feu est décrété par le maire de la ville, Jacob Frey.

## Vie politique

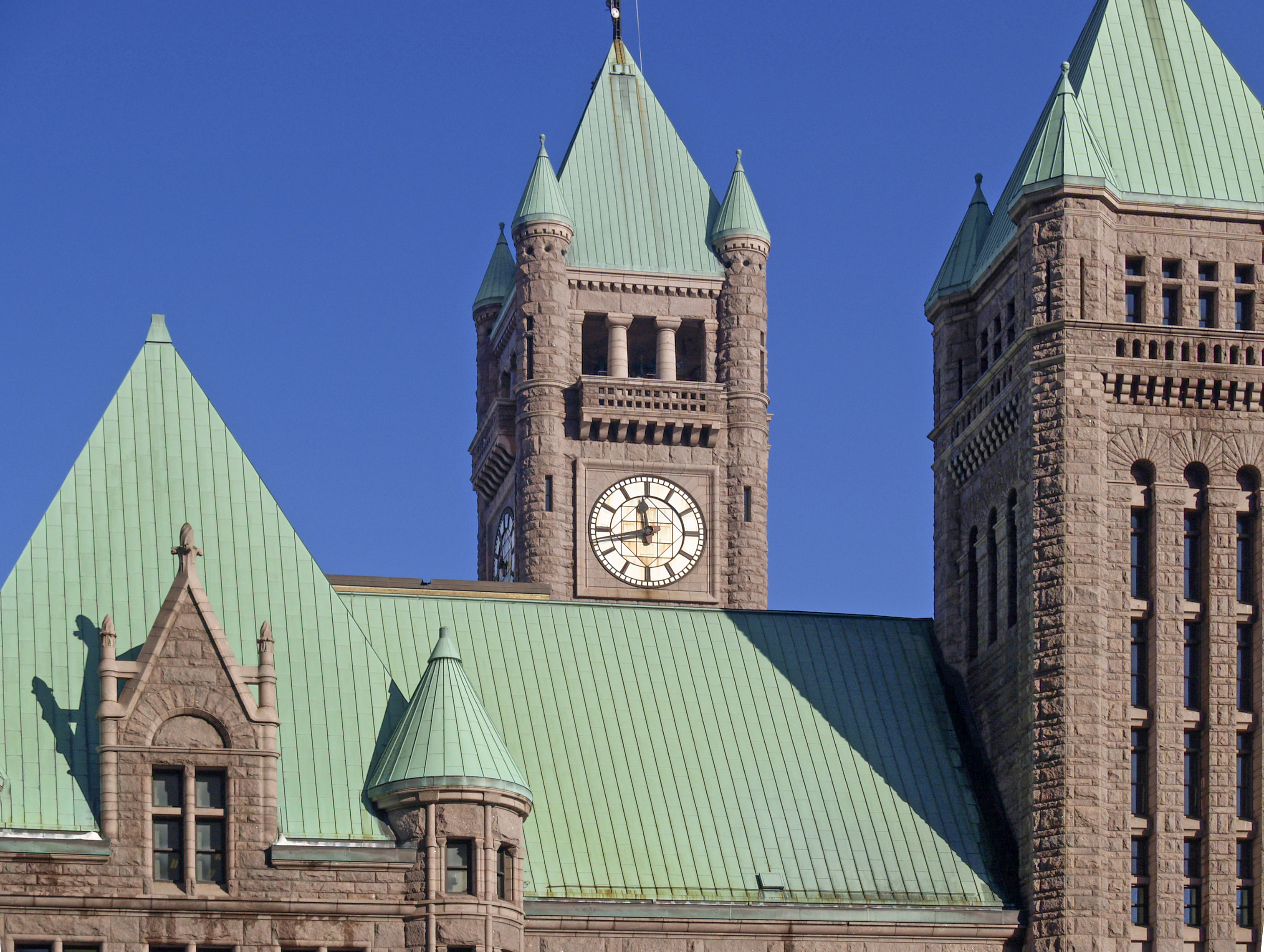
L'hôtel de ville (Minneapolis City Hall), construit dès 1888.

Minneapolis est une ville connue pour ses tendances politiques « libérales » et comme étant une place forte pour le parti démocrate. John Kerry avait d'ailleurs remporté la ville par une large majorité aux élections présidentielles en 2004.
Le pouvoir politique de la ville est divisé entre plusieurs entités qui se partagent les différents domaines d'action. La plus importante est le conseil municipal (Minneapolis City Council) qui détient le plus fort pouvoir de décision. Le maire peut prendre certaines décisions individuelles, comme lorsqu'il nomme le chef de la police par exemple, mais il doit se coordonner avec son conseil municipal dans la plupart des autres cas, traduisant son faible pouvoir de décision personnel.
Les autres groupes de pouvoir sont semi-indépendants mais limités à des domaines bien précis. Ainsi, le Minneapolis Park and Recreation Board régit tout ce qui concerne les parcs et espaces verts, le Minneapolis Public Library's Board of Trustees des bibliothèques et le Neighborhood Revitalization Program de la réhabilitation urbaine.

### Maires
De nombreuses personnalités politiques ont été par le passé maires de la ville : 
- Hubert Humphrey, démocrate, maire de 1945 à 1948, sera vice-président des États-Unis de 1965 à 1969. Il se présente sans succès à l'élection présidentielle de 1968 contre Richard Nixon ;
- Arthur Naftalin est, de 1961 à 1969, le premier homme de religion juive à occuper cette même fonction ;
- Sharon Sayles Belton est, de 1994 à 2001, la première femme et la première personne afro-américaine maire de la ville.

Depuis le 2 janvier 2018, la fonction de maire est occupée par Jacob Frey, membre du Democratic-Farmer-Labor, élu le 7 novembre 2017.
| Portrait                                                            | Identité                                                    | Période          | Période          | Durée                       | Étiquette                               |
| Portrait                                                            | Identité                                                    | Début            | Fin              | Durée                       | Étiquette                               |
| ------------------------------------------------------------------- | ----------------------------------------------------------- | ---------------- | ---------------- | --------------------------- | --------------------------------------- |
| Albert Hofstede                                                     | Albert Hofstede (en) (25 septembre 1940 - 3 septembre 2016) | 1er janvier 1974 | 31 décembre 1975 | 1 an, 11 mois et 30 jours   | Minnesota Democratic-Farmer-Labor Party |
| Pas de portrait sous licence libre disponible pour Charles Stenvig. | Charles Stenvig (en) (16 janvier 1928 - 22 février 2010)    | 1er janvier 1976 | 31 décembre 1977 | 1 an, 11 mois et 30 jours   | indépendant                             |
| Albert Hofstede                                                     | Albert Hofstede (en) (25 septembre 1940 - 3 septembre 2016) | 1er janvier 1978 | 31 décembre 1979 | 1 an, 11 mois et 30 jours   | Minnesota Democratic-Farmer-Labor Party |
| Donald M. Fraser                                                    | Donald M. Fraser (en) (20 février 1924 - 2 juin 2019)       | 1er janvier 1980 | 31 décembre 1993 | 13 ans, 11 mois et 30 jours | Minnesota Democratic-Farmer-Labor Party |
| Sharon Sayles Belton                                                | Sharon Sayles Belton (en) (née le 13 mai 1951)              | 1er janvier 1994 | 31 décembre 2001 | 7 ans, 11 mois et 30 jours  | Minnesota Democratic-Farmer-Labor Party |
| R.T. Rybak, 21 octobre 2009.                                        | R.T. Rybak (né le 12 novembre 1955)                         | 1er janvier 2002 | 31 décembre 2013 | 11 ans, 11 mois et 30 jours | Minnesota Democratic-Farmer-Labor Party |
| Betsy Hodges                                                        | Betsy Hodges (en) (née le 7 septembre 1969)                 | 2 janvier 2014   | 2 janvier 2018   | 4 ans                       | Minnesota Democratic-Farmer-Labor Party |
| Jacob Frey en novembre 2017.                                        | Jacob Frey (né le 23 juillet 1981)                          | 2 janvier 2018   | En cours         | 7 ans, 7 mois et 1 jour     | Minnesota Democratic-Farmer-Labor Party |

### Conseil municipal
Le Minneapolis City Council (conseil municipal de Minneapolis) est composé de 13 membres représentants les 13 wards de la ville. Actuellement[Quand ?], il est dominé par le Democratic-Farmer-Labor qui détient 12 sièges ainsi que sa présidence alors que le parti vert des États-Unis détient la dernière place.

## Architecture et urbanisme

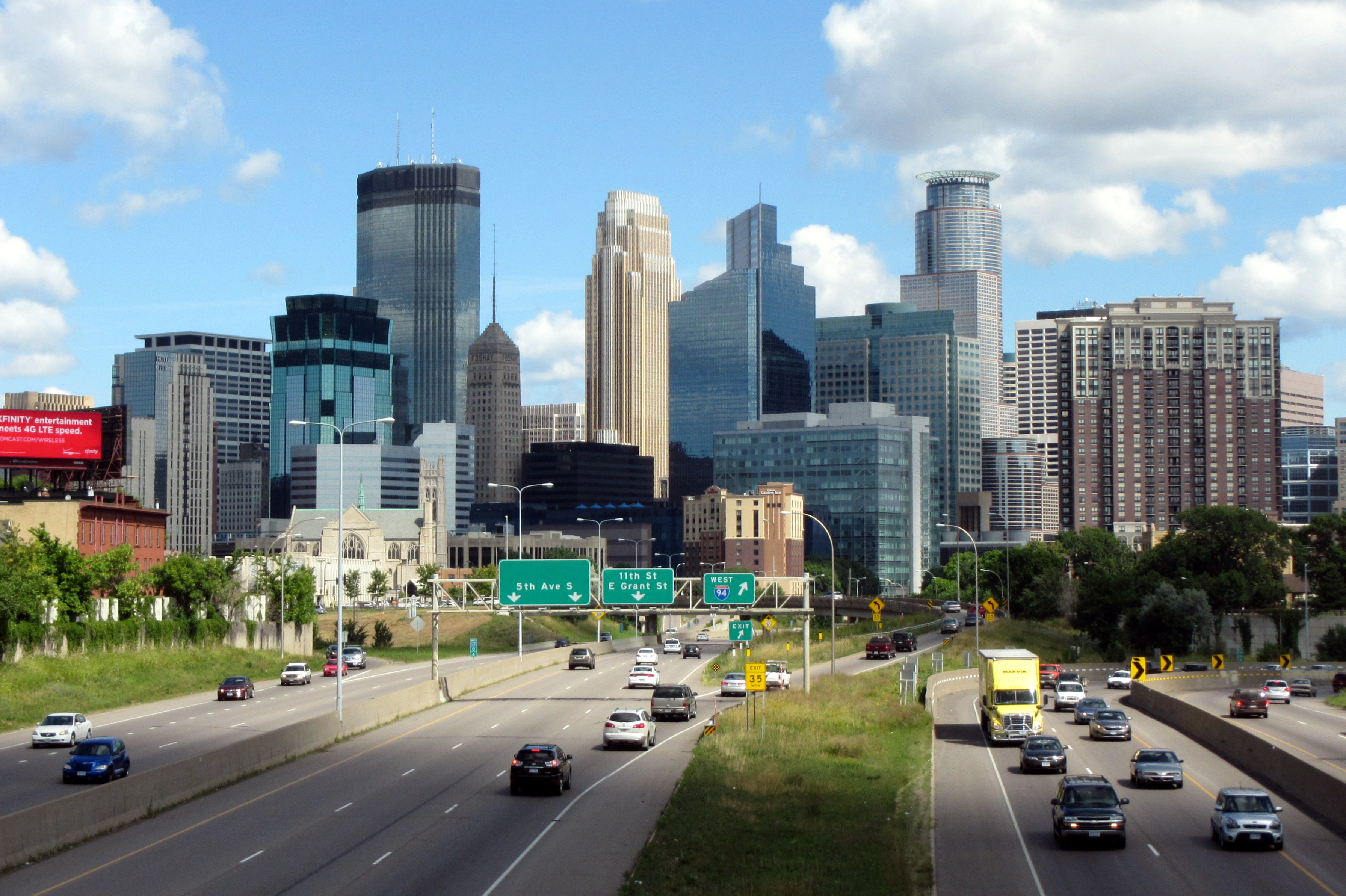
Quartier d'affaires de Minneapolis.

Minneapolis présente les caractéristiques urbanistiques typiques des villes nord-américaines avec en son centre un quartier d'affaires (Central business district) doté de gratte-ciel et entouré par une large agglomération. La ville tient cependant sa principale particularité en son statut de « ville jumelle » à Saint Paul, l'aire urbaine constituée par Minneapolis se confondant avec celle de sa voisine.
Les trois plus hauts bâtiments de Minneapolis sont:
1. L'IDS Center[24] (1973) : 241 m
2. La Capella Tower (anciennement 225 South Sixth)[25] (1992) : 237 m
3. Le Wells Fargo Center[26] (1988) : 236 m

La plupart des gratte-ciel du CBD sont reliés entre eux au premier étage par des passages vitrés qui abritent les piétons des rigueurs de l'hiver.

## Subdivisions de la ville

### Quartiers et communautés

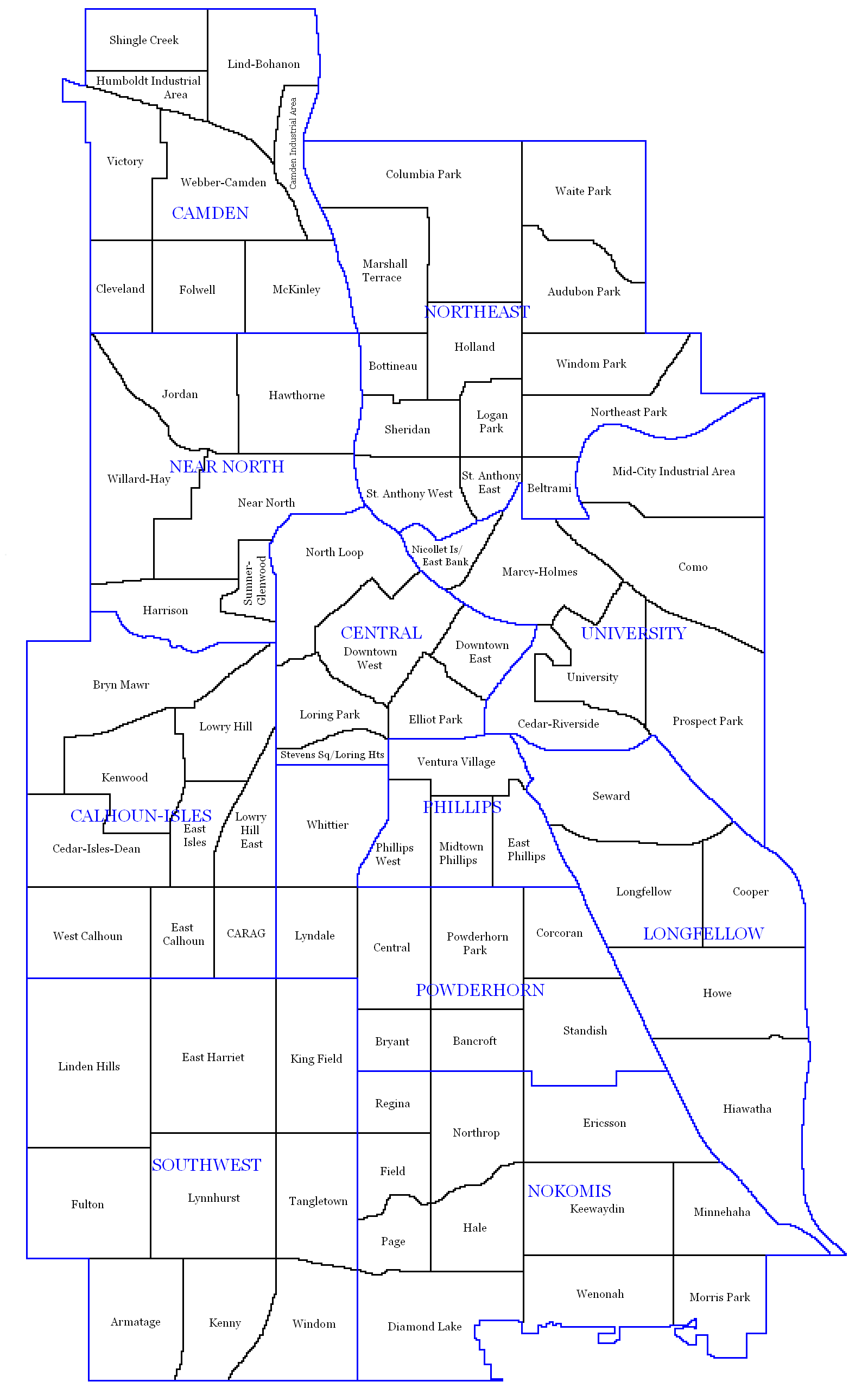
Plan des quartiers et des communautés de la ville de Minneapolis.

La ville de Minneapolis est divisée en onze communities assimilables à des districts, eux-mêmes constitués de plusieurs quartiers (neighborhoods).
Les 11 communities (districts):
- Camden
- Northeast
- University
- Longfellow
- Nokomis
- Southwest
- Calhoun Isles
- Near North
- Central
- Phillips
- Powderhorn

Les 76 neighborhoods (quartiers):
- Armatage
- Audubon Park
- Bancroft
- Beltrami
- Bottineau
- Bryant
- Bryn Mawr
- Calhoun
- Webber-Camden
- Cedar-Riverside
- Cedar-Isles-Dean
- Central
- Cleveland
- Columbia Park
- Corcoran
- Diamond
- Downtown East
- Downtown West
- East Harriet
- East Isles
- East Calhoun
- East Phillips
- Elliot Park
- Field
- Folwell
- Fuller Tangletown
- Fulton
- Hale
- Harrison
- Hawthorne
- Holland
- Jordan
- Kenny
- Kenwood
- Kingfield
- Lind-Bohanon
- Linden Hills
- Logan Park
- Longfellow
- Loring Park
- Lowry Hill
- Lowry Hill East
- Lyndale
- Lynnhurst
- Marcy-Holmes
- Marshall Terrace
- McKinley
- Midtown Phillips
- Northrop
- Page
- Nicollet Island/East Bank
- Nokomis East
- North Loop
- Northeast Park
- Near North
- Powderhorn Park
- Prospect Park
- Regina
- Seward
- Sheridan
- Shingle Creek
- Southeast Como
- St. Anthony West
- St. Anthony East
- Standish Ericsson
- Stevens Square
- Sumner-Glenwood
- Ventura Village
- Victory
- Waite Park
- West Calhoun
- Phillips West
- Whittier
- Willard-Hay
- Windom
- Windom Park

## Démographie

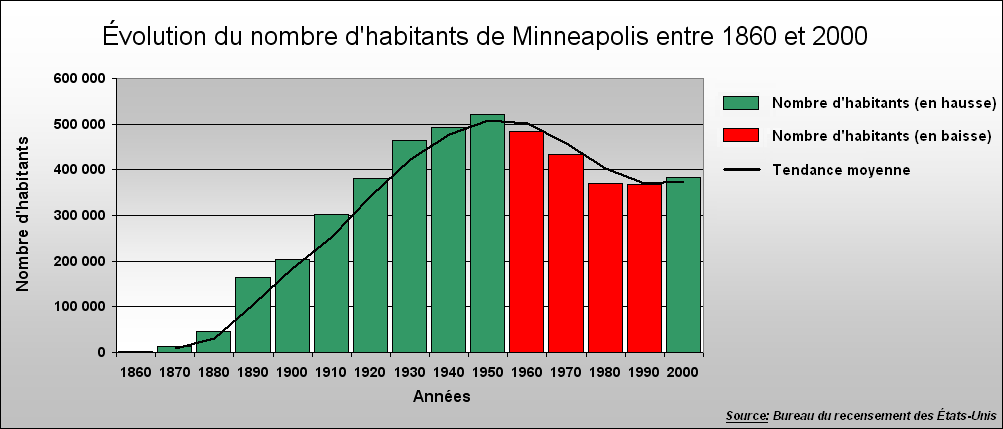
Graphique de la population de Minneapolis.

Le Minnesota a historiquement toujours été une terre d'accueil pour les populations scandinaves et germaniques. Les premiers ont toujours cherché à s'établir de préférence dans les forêts du nord de l'État tandis que les seconds s'installèrent plus souvent dans les plaines du sud. Minneapolis étant située entre les deux régions possède en conséquence une large partie de sa population descendant de ces ethnies.
Durant la grande vague d'immigration d'Europe de l'Est des années 1870 au début du XXe siècle, de nombreux groupes venant de Pologne, des pays baltes ou de Russie s'établirent dans le quartier du Northeast. Jusqu'à récemment, le Nordeast district fut fortement associé à ces populations. Minneapolis a également une communauté amérindienne très développée, parmi les plus vastes des États-Unis. Après la guerre du Viêt Nam, la ville devint une destination pour les populations hmong et tous les réfugiés vietnamiens. Plus récemment, un nouveau flux de réfugiés somaliens a modifié la démographie de Minneapolis,. Le quartier de Cedar-Riverside est quelquefois appelé le « petit Mogadiscio ». Durant la campagne électorale présidentielle de 2016, le candidat Donald Trump a décrit la présence de cette communauté somalienne comme étant un « désastre », ce qui n'a pas empêché l'élection à la chambre basse du Minnesota de la première femme d'origine somalienne, Ilhan Omar. Des communautés plus mineures de Laotiens, Cambodgiens, Éthiopiens ou de Mexicains peuvent également être rencontrées au sein de la ville où l'on trouve par ailleurs la plus grande population de réfugiés Tibétains des États-Unis.
Le nombre de résidents à Minneapolis (hors agglomération) décrut significativement après son pic de 521 718 habitants en 1950, même si l'on constate une remontée de la population depuis les années 1990. Ce renversement récent de situation est dû à une augmentation de la population non-blanche des résidents, le nombre de blancs ayant continué à décroître pour aujourd'hui atteindre son plus bas niveau depuis le début du XXe siècle. De manière générale, l'aire urbaine de Minneapolis-Saint Paul a connu une forte croissance de sa population, qui a doublé depuis les années 1950 pour aujourd'hui s'établir à environ trois millions de personnes.
Le centre-ville fut longtemps en déclin jusqu'à ce que des politiques de repeuplement soient instaurées. La population au sein de ce dernier a augmenté ces dernières années grâce à la construction de nouveaux immeubles HLM et à la conversion d'anciennes industries en lofts. Selon le recensement des États-Unis de 2000, le centre-ville comptait environ 20 201 habitants alors que cinq ans plus tard ; une autre étude ramenait ce chiffre à 29 350. Le nombre de résidents du centre-ville de Minneapolis a rattrapé le niveau qu'il avait avant les années 1960 et 70. En comptabilisant le nombre de logements en construction ou en projet, cette statistique pourrait atteindre la barre symbolique des 40 000 citoyens en 2010. Dans la journée en semaine, on estime que la population occupant le centre-ville atteint 165 000 personnes grâce en partie aux flux de travailleurs provenant de la banlieue.
Toujours d'après le recensement de 2000, il y avait à Minneapolis, 382 618 habitants, 162 352 ménages et 73 870 familles résidant à l'intérieur des limites de la ville (donc hors agglomération). La densité de population était de 2 691,4 habitants/km2 et il y avait 168 606 logements pour une densité moyenne de 1 186 logements/km².
| Groupe                           | Minneapolis | Minnesota | États-Unis |
| -------------------------------- | ----------- | --------- | ---------- |
| Blancs non Hispaniques           | 53,3        | 80,6      | 55,7       |
| Hispaniques et Latino-Américains | 10,5        | 4,7       | 16,7       |
| Noirs                            | 18,6        | 5,2       | 12,6       |
| Asiatiques                       | 5,6         | 4,0       | 4,8        |
| Autres                           | 5,6         | 1,9       | 6,2        |
| Métis                            | 4,4         | 2,4       | 2,9        |
| Amérindiens                      | 2,0         | 1,2       | 0,9        |
| Océaniens                        | 1,0         | -         | 0,2        |
| Total                            | 100,0       | 100,0     | 100,0      |

En 2000, il y avait à Minneapolis 162 352 ménages dont 22,6 % avec enfant(s) dont l'âge est inférieur à 18 ans. 29 % concernent des couples mariés vivant ensemble, 12,3 % une femme sans mari présent et 54,5 % sans famille appartenante. 40,3 % de ces ménages vivaient individuellement et 8 % étaient constitués d'au moins une personne de plus de 65 ans. La taille moyenne d'un ménage est de 2,25 individus alors que celle d'une famille est d'environ 3,15 personnes.
La population de Minneapolis se répartit de la manière suivante en fonction des âges :
- moins de 18 ans (22 %)
- 18-24 ans (14,4 %)
- 25-44 ans (36,6 %)
- 45-64 ans (17,9 %)
- plus de 65 ans (9,1 %)

L'âge médian est de 33,6 ans et l'on compte approximativement 100,1 hommes pour 100 femmes.
Le revenu médian fut de 43 369 $ pour un ménage et de 55 361 $ pour une famille en 2006. Le revenu par tête pour la ville était de 27 487 $ (contre 25 267 $ pour la moyenne nationale des États-Unis). Environ 17,8 % des familles et 22,7 % de la population totale vivaient sous le seuil de pauvreté.
Comparativement à la moyenne nationale des États-Unis, Minneapolis possède une part plus restreinte de sa population dans les catégories de personnes blanches, hispaniques, sans-emploi et âgées de plus de 18 ans.
Selon l'American Community Survey, pour la période 2011-2015, 88,96 % de la population âgée de plus de 5 ans déclare parler l'anglais à la maison, 3,93 % déclare parler l'espagnol, 1,16 % le hmong et 6,05 % une autre langue.

## Économie

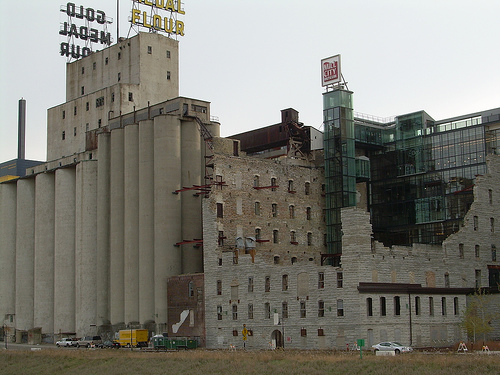
Anciens moulins reconvertis en musée et lofts.

Si l'économie et l'essor de Minneapolis se firent en premier lieu autour du secteur primaire, aujourd'hui la ville s'est diversifiée dans des domaines aussi variés que les produits médicaux, électroniques, agroalimentaires ou encore les arts graphiques. 16 des 500 plus grandes entreprises américaines (et 30 parmi les plus riches du monde) ont implanté leur siège social dans l'agglomération, ce qui en fait le pôle économique le plus développé entre la côte ouest des États-Unis et Chicago.
Minneapolis possède l'un des plus grands regroupements high-tech du pays grâce aux formations proposées par l'Université du Minnesota et plusieurs écoles technologiques d'où proviennent de nombreux chercheurs qui sont ensuite employés par les entreprises de haute technologie qui sont au nombre de 1 300 dans l'agglomération.
Parmi les banques et autres organismes financiers faisant de Minneapolis-Saint Paul, le pôle financier du haut-Midwest, sept des plus riches sont implantées à Minneapolis. Les banques locales, les organismes d'épargne et de prêt et les compagnies d'assurance détiennent également une importance majeure dans le tissu économique de la ville.
De nombreuses entreprises ont leur siège à Minneapolis ou dans son agglomération, parmi lesquelles :
- General Mills, un conglomérat de l'alimentation grand public.
- Cargill, leader mondial de l'agroalimentaire.
- Honeywell, fondée en 1885 à Minneapolis[27].
- Target Corporation, une des principales chaînes de grandes surfaces aux États-Unis.
- 3M (Minnesota Mining and Manufacturing), autrefois spécialisée dans l'exploitation du minerai de fer est aujourd'hui un géant de la chimie (fabrication du papier Scotch, des bandes magnétiques[27] et de Post-It).
- Carlson, groupe de tourisme.
- Ameriprise Financial, firme de conseils financiers possède son siège social dans le CBD de Minneapolis[27].

On peut aussi relever le Mall of America, plus grand centre commercial des États-Unis et le plus fréquenté du monde qui bien que situé en dehors de la ville tient une part prépondérante dans le rayonnement commercial de Minneapolis. Chaque année, il attire près de 40 millions de visiteurs dans ses 520 commerces et emploie environ 12 000 personnes.
Minneapolis possède son propre centre de convention, le Minneapolis Convention Center ouvert en 1990 et rénové en 2002. Il est relié à près de 3 000 chambres d'hôtels externes au bâtiment accessibles sans sortir dehors, via le réseau skyways de la ville.
En février 2005, le taux de chômage s'élevait à 4,2 % de la population active (5,2 % en moyenne nationale).
Les « inégalités raciales » sont criantes à Minneapolis. Le revenu annuel médian d’un foyer blanc est de 66 979 dollars (60 360 euros) alors qu'il n’est que de 30 306 dollars (27 310 euros) pour les foyers noirs. Le taux de chômage des personnes noires (8,8 %) est près de trois fois supérieur à celui des personnes blanches (3 %). En outre, la population noire présente un taux d'incarcération de 1 219 pour 100 000, contre 111 sur 100 000 pour la population blanche. Au sujet des inégalités scolaires, il y aurait à Minneapolis et Saint-Paul, selon le New York Times, 170 écoles « hautement ségréguées » (établissements comptant plus de 90 % d’élèves « non-blancs ») en 2020, contre seulement 10 au début des années 2000. Seuls 24 % des foyers noirs sont propriétaires de leur logement contre 76 % des foyers blancs. Les inégalités de revenu sont fondamentales mais n’expliquent pas tout. Le chercheur Samuel L. Meyers a relevé dans une étude sur l’octroi de crédits bancaires par les 50 plus grandes banques de Minneaopolis et Saint-Paul, pour la période 2008-2013, qu'à niveau socio-économique équivalent, les personnes noires ont moins de chances d'obtenir un crédit. Pendant des décennies, les populations noires ont été privées du droit d’acheter dans certaines zones. Entre 1910 et 1950, de nombreux titres de propriété stipulaient que certaines maisons, ou certains terrains, ne pouvaient être « vendus, hypothéqués, ou loués ou occupés par une personne ou des personnes autres que des membres de la race caucasienne ».

## Vie sociale

### Éducation

#### Enseignement primaire et secondaire
La première école sur le territoire de Minneapolis fut créée en 1835 avant même l'existence de la ville, elle accueillait les enfants des militaires du Fort Snelling. L'administration qui régit aujourd'hui les différents établissements scolaires publics de Minneapolis est le Minneapolis Public Schools qui administre près de 99 écoles au sein de la ville et 43 329 élèves. On compte près de 19 élèves par professeur et un budget par élève de 10 226 $ en 2003. De nombreuses subventions sont versées aux écoles par des fondations afin qu'elles intègrent l'art ou des suppléments en sciences dans les cursus qu'elles proposent aux élèves. Voici comment se répartissent les différents établissements scolaires publics :
- Écoles primaires : 45
- Middle schools : 7
- High schools : 7
- Autres : 8 écoles spécialisées ; 27 écoles d'enseignement alternatif

Le comté de Hennepin est également doté de 45 écoles privées.

#### Enseignement supérieur

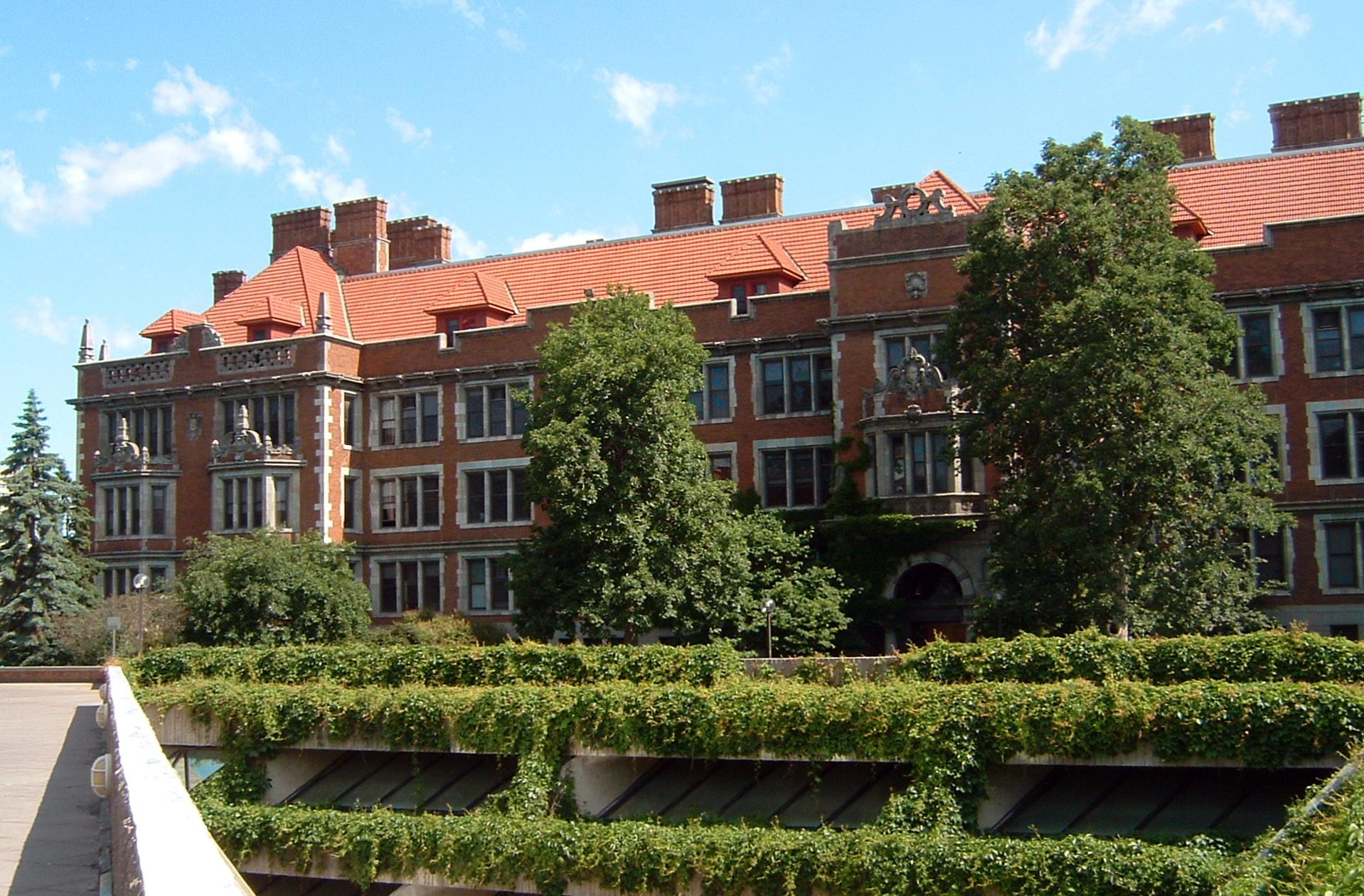
Le Folwell Hall sur le campus de l'université du Minnesota.

L'enseignement supérieur de Minneapolis est dominé par l'Université du Minnesota qui se situe en son sein et ouvrit dès 1857 avec vingt-six élèves. Commune à Saint Paul, elle accueille aujourd'hui près de cinquante six mille élèves et fait partie des vingt plus grandes universités des États-Unis. Cinq degrés d'enseignement sont dispensés dans près de deux cent cinquante domaines comme l'architecture, la médecine, le journalisme ou encore l'économie. Parmi ses anciens élèves, l'université du Minnesota compte au total douze prix Nobel (physique, médecine, chimie, économie et paix).
D'autres établissements extérieurs à l'université existent comme le Minneapolis College of Art and Design qui propose un cursus de quatre ans en art et certaines écoles technologiques. On compte également une seconde université, elle aussi publique mais moins importante, la Metropolitan State University.

#### Bibliothèques

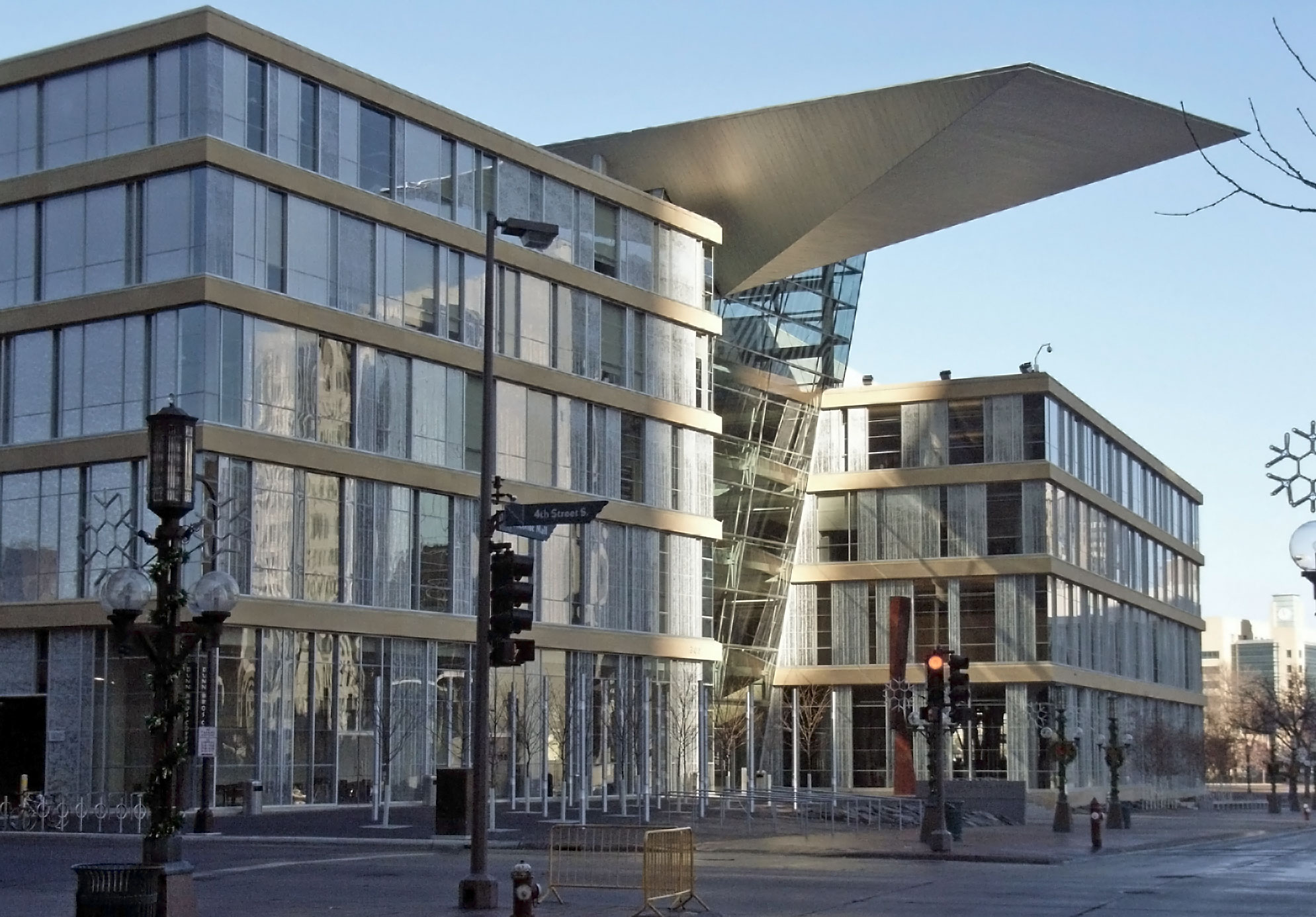
La nouvelle bibliothèque centrale ouverte en 2006.

La Minneapolis Public Library gère la bibliothèque centrale de Minneapolis ainsi que ses 14 antennes. En 2000, un référendum permit d'allouer 140 millions de dollars à l'organisme afin de construire une nouvelle bibliothèque centrale et d'améliorer les autres. Actuellement[Quand ?], on dénombre au total près de six millions d'ouvrages dans les différentes bibliothèques de Minneapolis.

### Santé
En 2005, le comté de Hennepin possédait 26 hôpitaux et 16 cliniques. Les principaux d'entre eux sont le University of Minnesota Children's Hospital, le Shriner's Hospital, le Veteran's Administration Medical Center, le Hennepin County Medical Center et le Sister Kenny Rehabilitation Institute.
Minneapolis voit une partie importante de son économie stimulée par les industries pharmaceutiques et la recherche médicale. C'est d'ailleurs dans le centre médical de l'Université du Minnesota que fut effectuée en 1954 la première chirurgie cardiaque à cœur ouvert.

### Sécurité
Le Minneapolis Police Department comptait 1 139 employés en 2003, dont 861 agents de police assermentés.
Selon les données dévoilées par le FBI, Minneapolis a vu son taux de criminalité augmenter de 15 % en 2005 alors que la hausse au niveau national est évaluée à 2,5 %. Bien que l'époque de « Murderapolis » soit révolue, ces statistiques en font la 23e ville la plus dangereuse des États-Unis. En 2002, la police a dénombré 69 563 crimes ou délits.
Les forces de police locales sont connues pour des violences racistes récurrentes, mais bénéficient d’une impunité presque totale. Le syndicat des agents de police est l’un des rouages-clés de ce système, sabotant les efforts engagés par les maires successifs pour discipliner les agents violents. Selon le maire Jacob Frey (élu en 2018) : « les chefs de la police et les élus qui ont tenté de changer les choses se sont constamment heurtés à l’hostilité du syndicat et à une législation qui protège les auteurs de violences ».

### Environnement

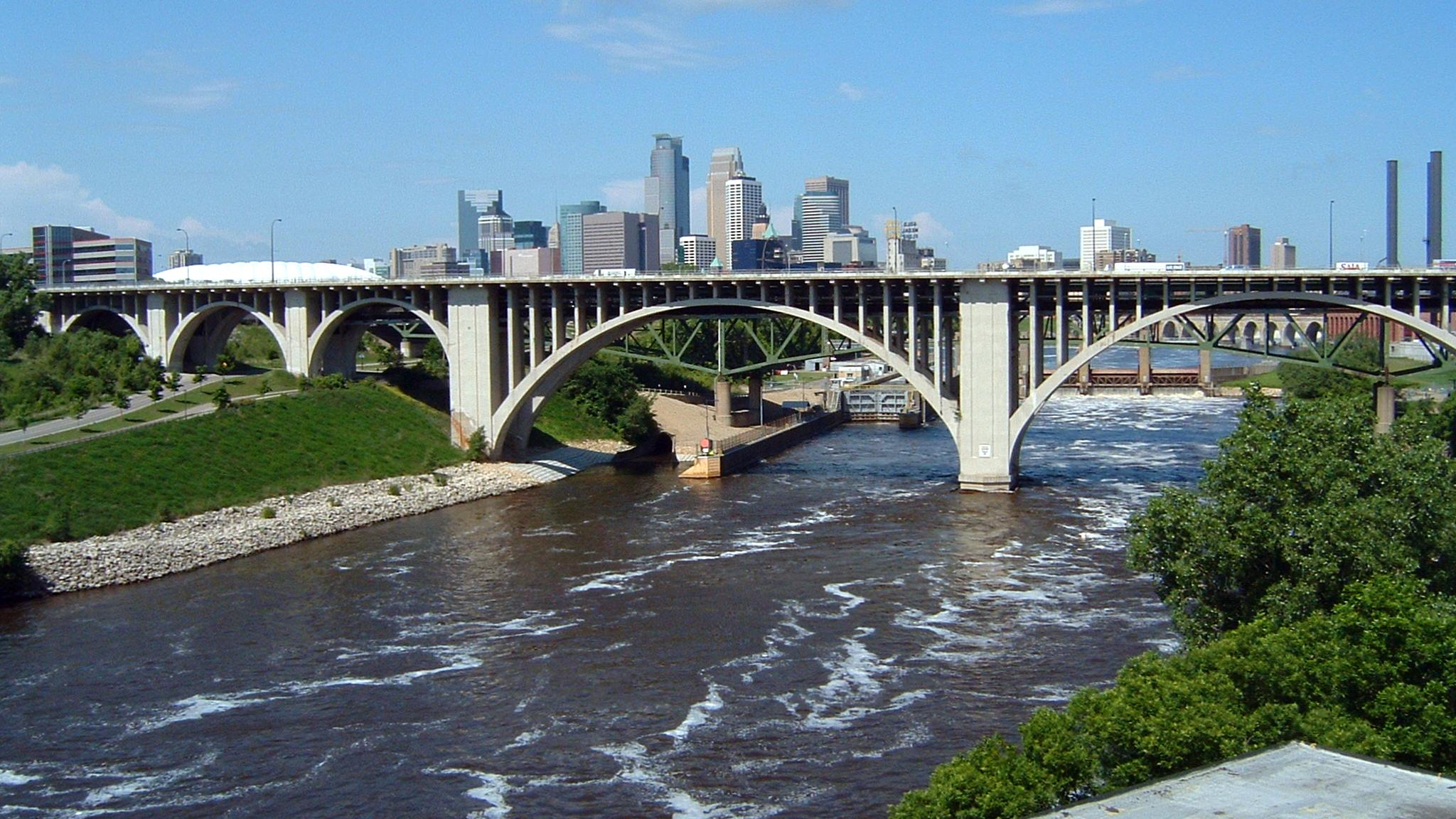
Le Cedar Avenue Bridge enjambant le Mississippi.

Un maire de la ville, R.T. Rybak (2001-2014) a orienté une partie de sa politique sur les questions environnementales depuis son élection en 2001.
Minneapolis est devenue l'une des premières villes des États-Unis à réduire ses émissions de gaz à effet de serre en dessous des seuils prescrits par le protocole de Kyoto. Bien que la pollution automobile soit en augmentation, les émissions polluantes d'autres sources ont été réduites de 15 % ces dix dernières années. Les nouvelles constructions et infrastructures de la ville (comme les lampadaires) ont été rendues plus efficientes et le recyclage des déchets a été approfondi. La caserne de pompiers du centre-ville possède un toit solaire financé par l'Environmental Protection Agency (EPA) tout comme un poste de police, désormais alimenté par des panneaux solaires. Petit à petit, les feux de signalisation sont dotés de lumières LED et la ville a accru son utilisation de papier recyclé de 95 % en quatre ans, représentant aujourd'hui environ 30 % de l'ensemble du papier utilisé.
En dehors de l'agglomération, trois centrales électriques qui fonctionnaient autrefois au charbon ont été converties en centrale à gaz naturel. Aujourd'hui, Minneapolis compte huit bâtiments dotés de l'energy Star, label fourni par l'EPA aux édifices respectant certaines normes environnementales. Par ailleurs, l'utilisation du vélo comme mode de transport a été largement incitée par la construction d'un réseau dense de pistes cyclables et pour l'avenir, la mairie teste un nouveau système de bus fonctionnant à l'énergie hybride.

## Culture

### Arts
- Théâtres

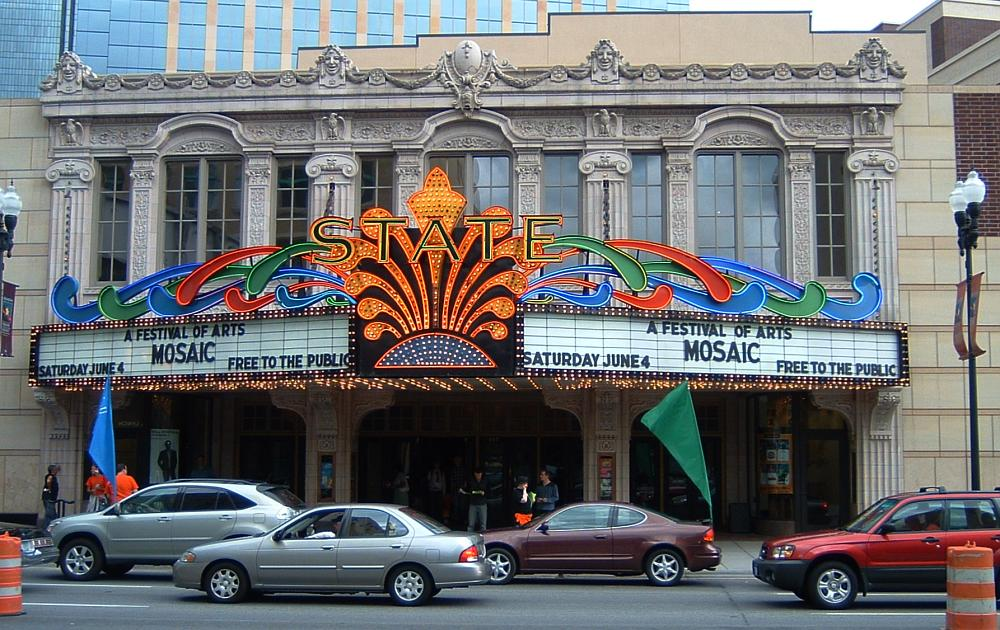
Le en en centre-ville.

Après New York et Chicago, Minneapolis est la ville américaine ayant le taux de fréquentation de ses théâtres et de ses évènements artistiques le plus haut par habitant. L'agglomération est rapportée comme étant le troisième marché théâtral des États-Unis. Le Guthrie Theater est le théâtre le plus célèbre de la ville.
Minneapolis possède par ailleurs deux théâtres ayant gagné un jour le Tony Award (récompense annuelle pour le théâtre aux États-Unis) : le Children's Theatre Company et le Theater de la Jeune Lune.
Dans son plan de réhabilitation du centre-ville et de certains quartiers d'entrepôts en déclin à partir de la deuxième moitié du XXe siècle, la municipalité racheta et rénova plusieurs théâtres sur l'avenue Hennepin pour créer le Hennepin Theatre District, quartier où l'on retrouve aujourd'hui, à la manière de Broadway à New York, de nombreuses salles de théâtre.
- Musées

Le plus grand musée de la ville est le Minneapolis Institute of Art (Institut des arts). L'art moderne est exposé au Walker Art Center qui possède notamment le Minneapolis Sculpture Garden, un jardin extérieur de sculptures avec entre autres la célèbre « Spoonbridge and Cherry (en) » de Claes Oldenburg et Coosje van Bruggen qui est devenue l'un des symboles de la ville.
- Autres

Le North Loop (ancien quartier industriel surnommé « Warehouse District ») qui fut rapidement intégré au centre-ville était le repère de nombreux studios et galeries d'artistes dans les années 1980. Cependant, la hausse des loyers obligea la plupart d'entre eux à déménager.
Un nombre important de festivals sont organisés annuellement dans la ville. La plupart d'entre eux sont d'échelle mineure, mais les autres peuvent attirer des visiteurs d’États voisins.
Minneapolis possède plusieurs feux d'artifice, l’Aquatennial est réputé comme étant le quatrième plus grand spectacle pyrotechnique des États-Unis, bien qu'il ne se tienne pas le 4 juillet (fête nationale) mais plusieurs jours plus tard.
L'enseignement des arts est également très développé à Minneapolis, à l'image du Perpich Center for Arts Education, du Minneapolis College of Art and Design, ou encore du Art Institutes International.
Minneapolis est le terminus d'une ligne de bateaux à aubes de transport de passagers, et le but d'une course entre deux de ces bateaux avec pour enjeu le monopole de cette ligne, dans l'album de Lucky Luke En remontant le Mississipi. 
- Musique

Musicalement, la naissance du « Minneapolis Sound » au sein de la ville joua un rôle majeur dans le développement de la musique pop. Prince est le plus célèbre des chanteurs issus de Minneapolis, certaines de ses chansons faisant même quelquefois référence à la ville. Les producteurs Jimmy Jam et Terry Lewis ont également contribué à l'essor du « Minneapolis Sound » aux côtés de Prince.
Par ailleurs, le Rock alternatif joua également un grand rôle avec la naissance de groupes tels que les Hüsker Dü ou The Replacements dans les années 1980 et des Semisonic dans les années 1990. Aujourd'hui, de nouveaux styles musicaux émergent plutôt dans la ville comme le hip-hop. L'Orchestre symphonique du Minnesota est l'un des plus reconnus des États-Unis.
La scène hip hop de Minneapolis a émergé durant les années 1990. Le groupe Atmosphere ayant été le premier à faire reconnaître la scène locale à l'échelle du pays et mondialement. Ils ont ensuite fondé le label Rhymesayers qui a depuis fait connaître de nombreux artistes de la ville.
Phurbu T. Namgyal résidant à Minneapolis est considéré comme un des chanteurs et compositeurs tibétains parmi les plus connus de la musique pop tibétaine.
Le groupe folk alternatif Dark Dark Dark a produit plusieurs EP et albums remarqué entre 2008 et 2013.

### Médias

#### Imprimés
Le principal journal généraliste de Minneapolis est le Star Tribune en complément de nombreux autres périodiques traitant de sujets spécifiques. Il existe aussi le Mpls. St.Paul, un magazine ayant pour sujet les évènements et la vie dans l'agglomération de Minneapolis-Saint Paul alors que l'université du Minnesota publie son propre quotidien sur son campus, le Minnesota Daily. D'autres publications (à distribution nationale quant à elles) sont basées à Minneapolis à l'instar du The Utne Reader.

#### Télévision et radios
Les principales chaînes de télévision locales de Minneapolis et de ses environs sont :
- KTCA Channel 2 (PBS)
- WCCO Channel 4 (CBS)
- KSTP Channel 5 (ABC)
- KMSP Channel 9 (FOX)
- KARE Channel 11 (NBC)
- KTCI Channel 17 (PBS)
- WUCW Channel 23 (The CW)
- WFTC Channel 29 (MyNetworkTV)
- KPXM Channel 41 (i)
- KSTC Channel 45 (Indépendant)

On compte également près de 14 stations de radio AM et 20 de radio FM dont les deux plus connues sont WCCO et KQRS.

### Technologies
Une étude du magazine scientifique américain Popular Science publiée en 2005 consacra Minneapolis comme la « Top Tech City » (« ville la plus technologique ») des États-Unis.
Parmi de nombreux facteurs qui ont amené à cette conclusion, Minneapolis arriva en première place dans le domaine des solutions technologiques dans les transports et quatrième sur les questions énergétiques.
| Catégorie                                                                | Moyenne nationale | Minneapolis |
| ------------------------------------------------------------------------ | ----------------- | ----------- |
| Nombre de compagnies high-tech                                           | 1 260             | 3 939       |
| Pourcentage de la population étant très qualifiée                        | 9                 | 10          |
| Nombre de points Wi-Fi                                                   | 61                | 110         |
| Pourcentage de déploiement de « solutions de transports intelligentes »  | 34                | 61          |
| Pourcentage des systèmes de transport acceptant le paiement électronique | 44                | 100         |
| Nombre annuel d'essais médicaux                                          | 206               | 333         |
| Dépenses universitaires annuelles en Recherche & Développement           | 200M$             | 462M$       |
| Bâtiments titulaires de l'Energy-star de l'EPA                           | 4                 | 8           |

À Minneapolis, les nouvelles technologies occupent une place importante autant dans le tissu économique que dans l'urbanisme.
Dans le paysage urbain tout d'abord, on constate une utilisation avancée des « systèmes de transport intelligents ». En effet, à de nombreuses intersections sont installés des micro-capteurs sous la chaussée rassemblant des informations concernant l'occupation du trafic. Grâce à cette innovation, la synchronisation des feux de signalisation est ajustée régulant alors la circulation automobile. Dans les transports en commun, les horaires du nouveau métro léger ont été coordonnés avec ceux des bus en vue d'optimiser le temps de transport des utilisateurs. Par ailleurs, les abribus sont chauffés électriquement et contrairement à d'autres villes comme New York, le paiement électronique dans les taxis est accepté.

### Sports

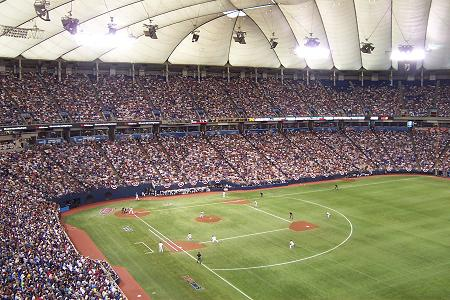
Intérieur du Metrodome durant un match de baseball.

Comme de nombreuses grandes villes américaines pendant l'entre-deux-guerres, Minneapolis organise entre 1931 et 1936 une course de six jours, les Six Jours de Minneapolis.
Minneapolis possède une équipe professionnelle pour chaque sport majeur aux États-Unis. La ville fut à l'origine l'hôte de l'une des plus célèbres franchises de la NBA, les Lakers de Los Angeles (autrefois Minneapolis Lakers, 1 fois champion NBL, 6 fois champions NBA). À noter que les Twins du Minnesota furent par trois fois vainqueurs des World Series.
Aujourd'hui ces équipes sont réparties dans cinq stades :
- le U.S. Bank Stadium : 65 000 places (foot US)
- le TCF Bank Stadium : 50 805 places (foot US)
- le Target Field : 39 504 places (baseball)
- le Target Center[57] : 20 500 places (basket-ball)
- le Xcel Energy Center : 18 064 (hockey et crosse)

| Équipe                         | Ligue                          | Stade              |
| ------------------------------ | ------------------------------ | ------------------ |
| Golden Gophers du Minnesota    | NCAA (omnisports)              | TCF Bank Stadium   |
| Twins du Minnesota             | MLB (baseball)                 | Target Field       |
| Vikings du Minnesota           | NFL (football américain)       | U.S. Bank Stadium  |
| Timberwolves du Minnesota      | NBA (basket-ball)              | Target Center      |
| Lynx du Minnesota              | WNBA (basket-ball)             | Target Center      |
| Wild du Minnesota              | LNH (hockey sur glace)         | Xcel Energy Center |
| Minnesota United Football Club | Major League Soccer (football) | Allianz Field      |

## Voies de communication et transports

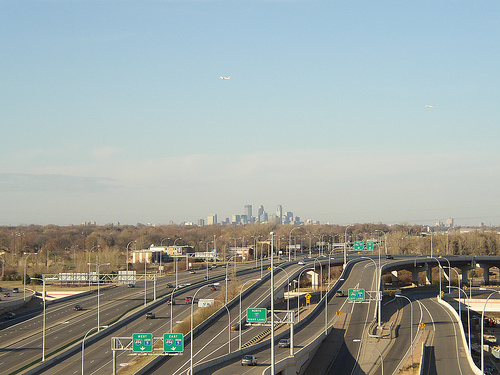
Autoroutes en direction de Minneapolis.

### Réseau routier
La plupart des habitants de Minneapolis se déplacent à travers la région qui se trouve à la jonction de l'Interstate 94 et de l'Interstate 35. En arrivant dans l'aire urbaine, l'I-35 se divise en deux, la partie ouest (I-35W) passe à travers le centre-ville alors que l'autre branche (I-394) connecte la banlieue ouest au centre-ville. L'Interstate 94 se dédouble également en deux parties avec l'I-494 et l'I-694 qui font le tour de l'agglomération à la manière d'un périphérique.
Le mercredi 1er août 2007, en pleine heure de pointe du soir, un pont de l'I-35W s'effondre dans le Mississippi, précipitant dans les flots une cinquantaine de véhicules. La catastrophe fait 13 morts et 80 blessés. Petit miracle : un bus scolaire transportant 54 enfants se trouvait sur le pont au moment du drame, mais tous ses occupants sont sains et saufs.

### Transport aérien

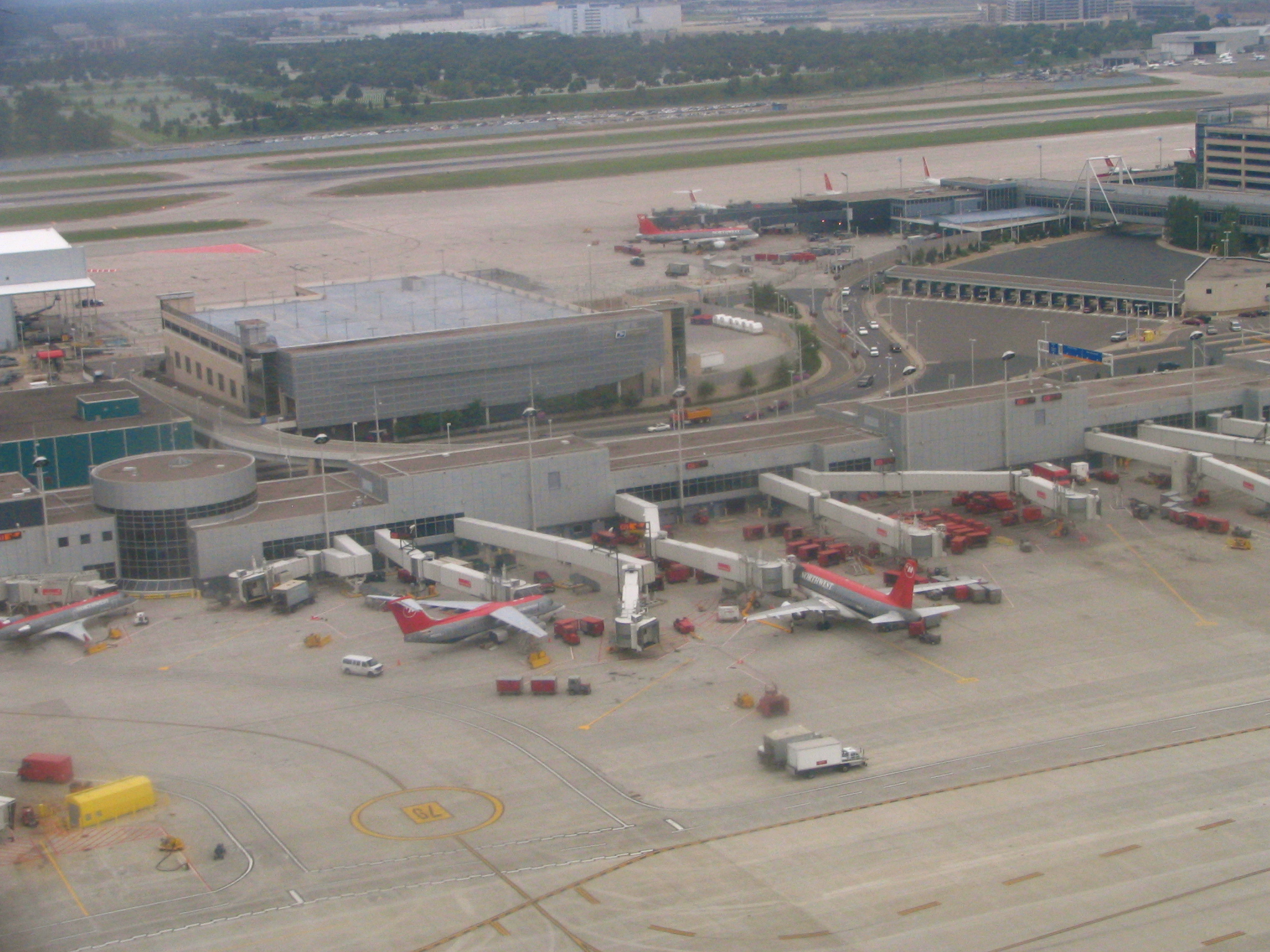
Vue aérienne du terminal Lindbergh-C.

L'agglomération est desservie par l'aéroport international de Minneapolis-Saint-Paul qui, situé au sud de la ville, établit principalement des liaisons intérieures ou vers d'autres pays d'Amérique du Nord. Les seules liaisons intercontinentales sont celles avec les aéroports de Londres-Heathrow, Tōkyō-Narita, Amsterdam-Schiphol, Paris Charles de Gaulle et Reykjavik/Keflavik. L'ouverture de cette nouvelle ligne avec Paris Charles-de-Gaulle était nécessaire pour répondre à la demande croissante de trafic vers l'Europe.
L'aéroport de Minneapolis-Saint-Paul possède deux terminaux, le Lindbergh terminal (divisé de A à G) et le Humphrey terminal plus petit. Principal hub de Delta Air Lines et de Sun Country Airlines, c'est le trentième aéroport du monde quant au trafic de passagers. Delta Air Lines est la principale compagnie aérienne de l'aéroport en occupant plus de 70 % de l'ensemble du trafic. Outre le transport de passagers, l'aéroport est également desservi par 16 compagnies aériennes cargo transportant annuellement près de 170 000 tonnes de fret.
Possédant son propre tramway avec ses deux lignes connectant les différents terminaux, l'aéroport est relié à Minneapolis par autoroute via la Minnesota State Highway 5 et par bus, métro léger et taxi.

### Transports en commun

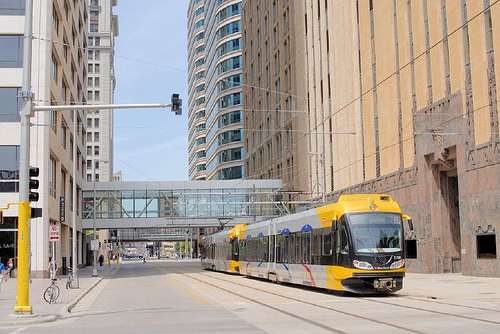
LHiawatha Line est la première ligne du nouveau réseau de métro léger.

Beaucoup d'habitants utilisent pour leurs déplacements les transports en commun ou les taxis. Pour la plupart d'entre eux, ceci fait suite à un choix financier tandis que d'autres préfèrent substituer l'automobile par le vélo ou la marche. Le réseau descend de celui auparavant constitué par les tramways autrefois extrêmement présents dans les rues de Minneapolis mais peu à peu remplacés par les bus dans les années 1950. À cette époque, la Twin City Rapid Transit faisait office de principal gestionnaire des transports en commun au sein de la ville, mais la société fut rachetée par Metro Transit en 1970 avant de disparaître sous cette appellation. Le système de transports de Minneapolis est continu à celui de Saint Paul, les deux cités partageant Metro Transit en tant qu'unique opérateur.
Un nouveau système de métro léger est mis en place depuis 2004 et rencontre un franc succès auprès de la population. Pour le moment, seule l'Hiawatha Line est en service, connectant l'aéroport international de Minneapolis-Saint-Paul et le Mall of America au centre-ville. Elle utilise la voiture Flexity Swift de Bombardier Transport. De nouvelles lignes sont actuellement en projet avec la banlieue et le conseil municipal étudie la possibilité d'un éventuel retour du tramway en tant que mode de transport à Minneapolis dans les années futures.

### Déplacement piéton

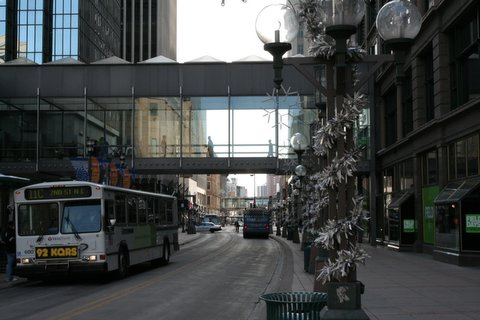
Passerelle reliant deux immeubles.

Un système de passerelles couvertes et en hauteur (les skyways) relient entre eux près de 60 blocs de bâtiments, constituant un réseau de près de 13 km permettant aux piétons de se déplacer à travers la ville sans avoir à affronter le froid.
La circulation piétonne au niveau de la rue est donc réduite en hiver et de nombreux commerces qui normalement se seraient trouvés au rez-de-chaussée dans une autre ville se situent au second étage. Ces passages interconnectés contiennent parfois eux-mêmes des commerces ou des restaurants, Minneapolis étant alors à l'image d'un gigantesque centre commercial.
À l'origine, Minneapolis et Saint Paul possédaient l'un des premiers réseaux ferrés à traverser le Mississippi. Aujourd'hui, le trafic ferroviaire ayant décliné, de nombreux ponts comme le Stone Arch Bridge ont été transformés pour dorénavant accueillir les cyclistes et les piétons.

### Déplacements cyclables

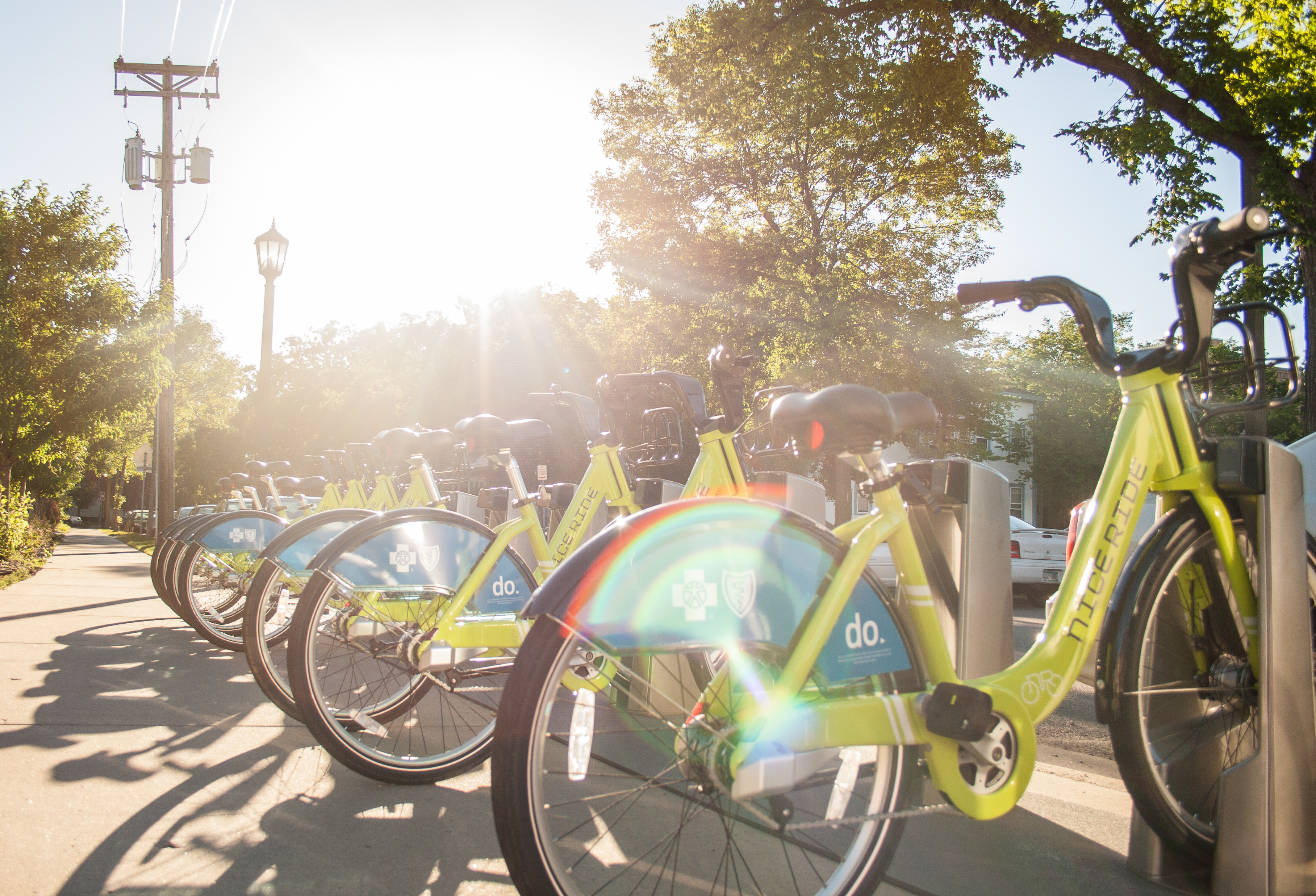
Vélos en libre-service Nice Ride Minnesota.

Ces vingt dernières années ont vu une expansion importante du réseau de pistes et de voies cyclables. Aujourd'hui, le réseau est constitué de 55 km de routes équipées de pistes et de 90 km de voies uniquement cyclables. Parmi elles, les principales sont :
- The Midtown Greenway ;
- The Kenilworth Trail ;
- The Cedar Lake Trail ;
- The West River Parkway (longeant le Mississippi).

Minneapolis est l'une des villes des États-Unis ayant le plus fort taux d'habitants utilisant le vélo (2,63 % de la population). Chaque jour sur l'année, c'est en moyenne près de 10 000 personnes qui se déplacent grâce à ce moyen de transport autant pour un usage pratique que pour les loisirs.
Depuis 2010, la ville dispose de son propre système public de vélos en livre-service baptisé Nice Ride Minnesota. Les 171 stations et 1 833 vélos du réseau sont construits au Canada par l'entreprise PBSC Solutions Urbaines.

## Relations internationales

### Jumelages
Minneapolis est jumelée avec huit villes à travers le monde :
- Santiago (Chili) depuis 1961
- Kuopio (Finlande) depuis 1972
- Winnipeg (Canada) depuis 1973
- Ibaraki (Japon) depuis 1980
- Novossibirsk (Russie) depuis 1980 (avec Saint Paul)
- Tours (France) depuis 1991
- Harbin (Chine) depuis 1992
- Eldoret (Kenya) depuis 2000
- Uppsala (Suède) depuis 2000

Elle entretient également des relations rapprochées avec  Hiroshima (Japon) et  Kampala (Ouganda).

### Diplomatie
Le Canada, la Norvège et l'Équateur sont les trois derniers pays à maintenir un consulat à Minneapolis.

## Galerie photographique

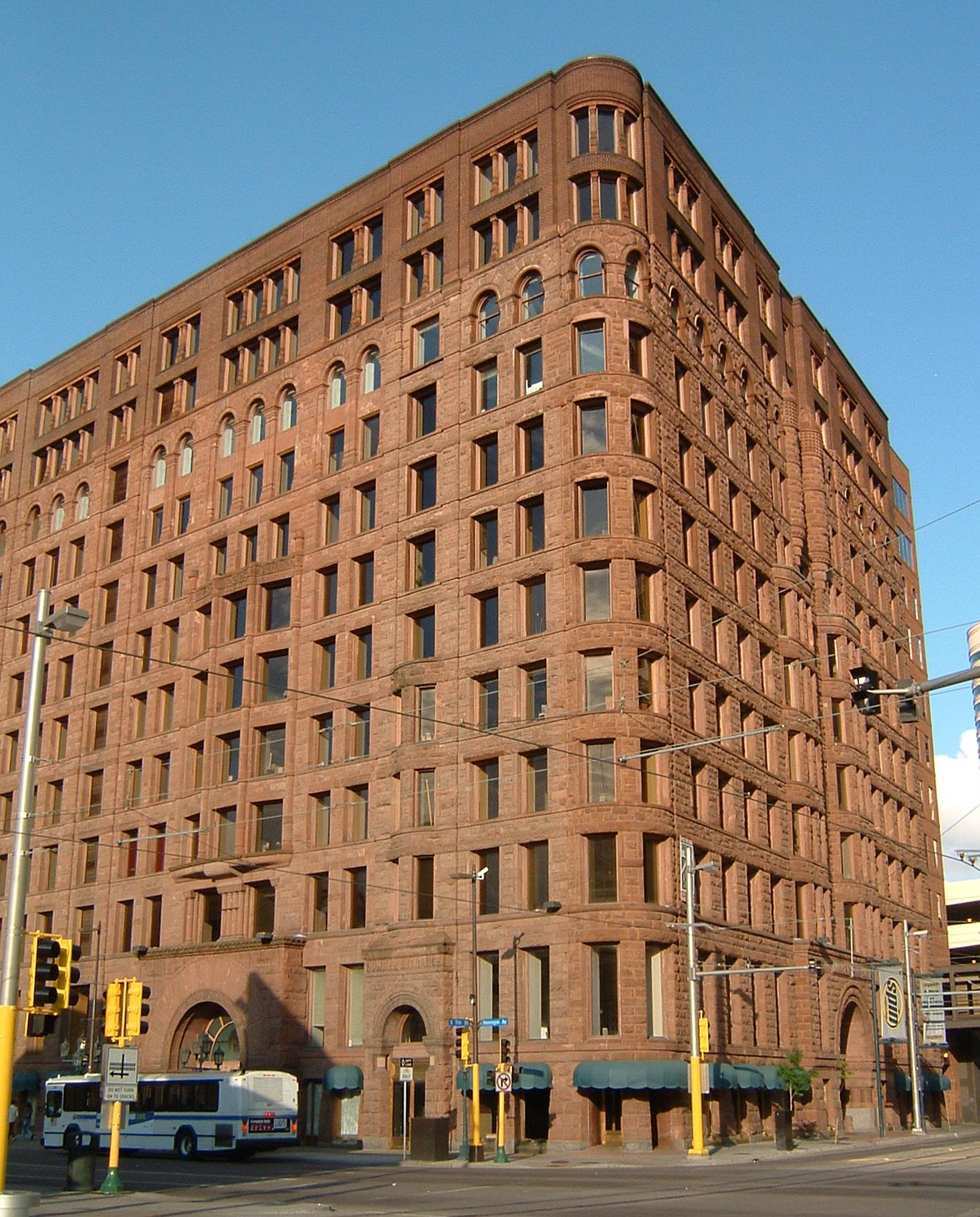
Le Lumber Exchange Building.
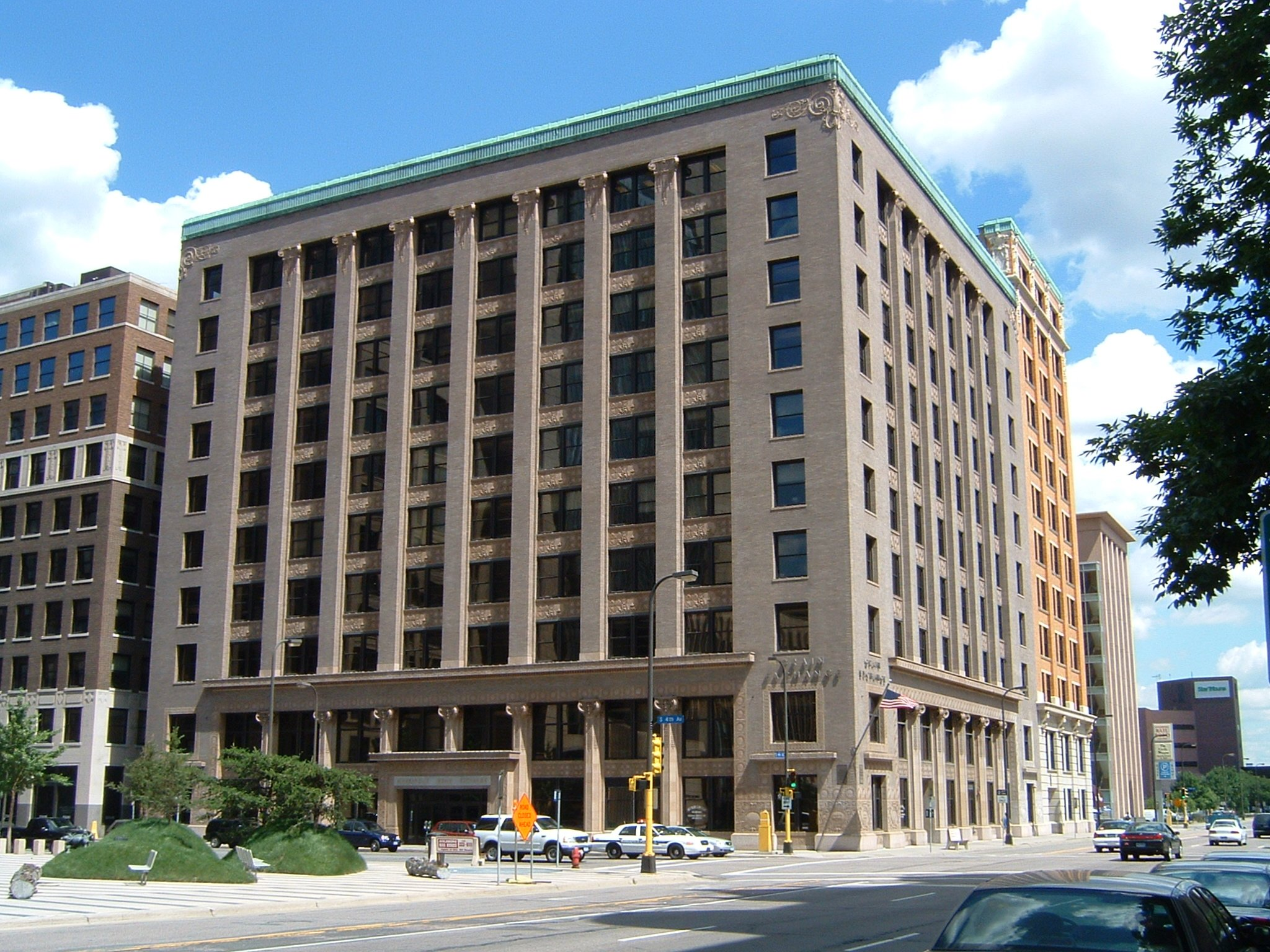
La Bourse des céréales de Minneapolis.
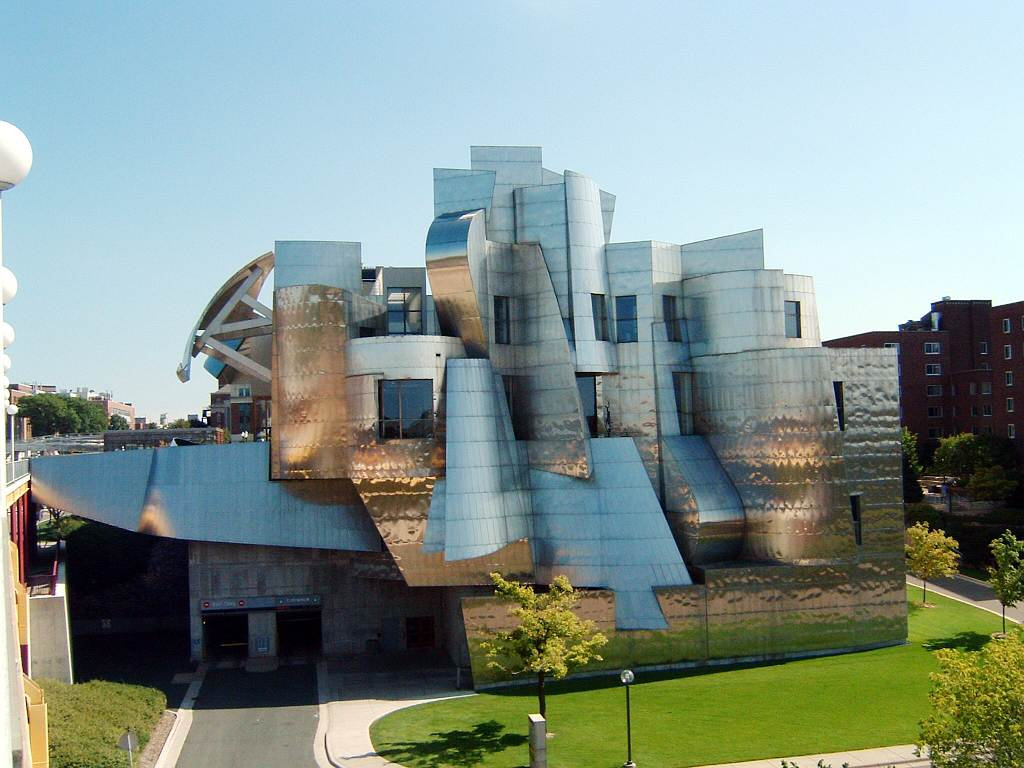
Le Weisman Art Museum.
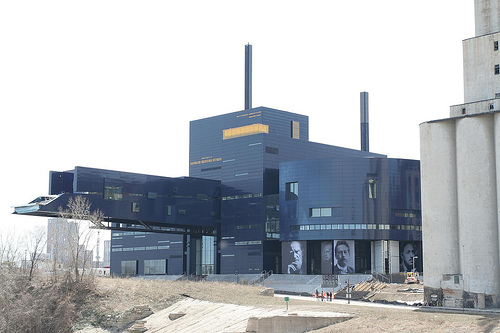
Le nouveau Guthrie Theater.
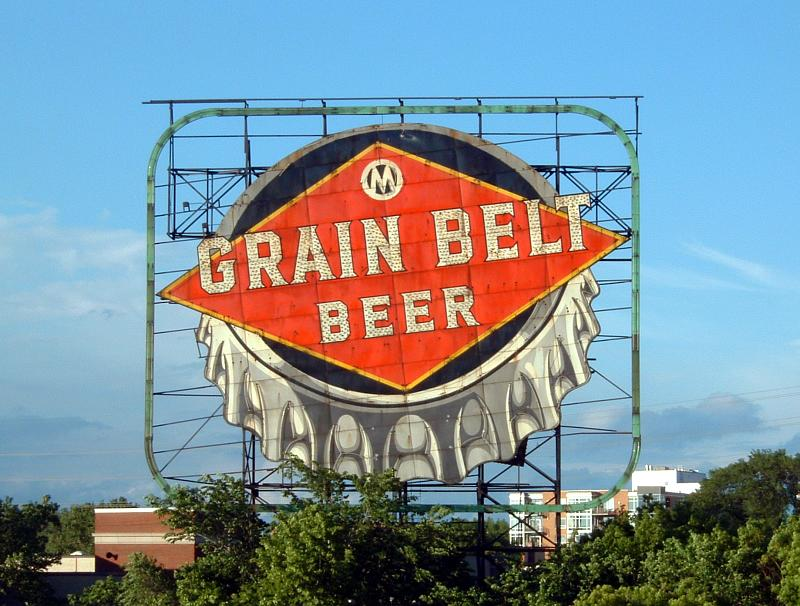
Le Grain Belt.
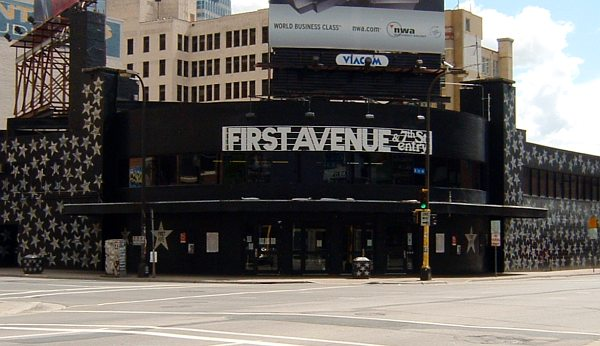
Le First Avenue nightclub.
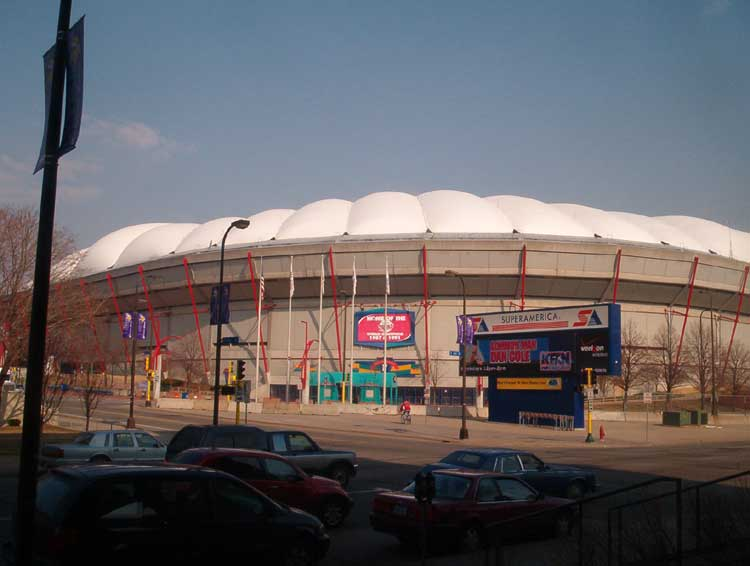
Extérieur du Metrodome.
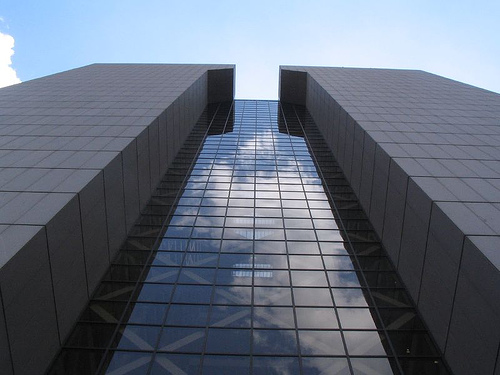
Siège du gouvernement du comté de Hennepin[61].
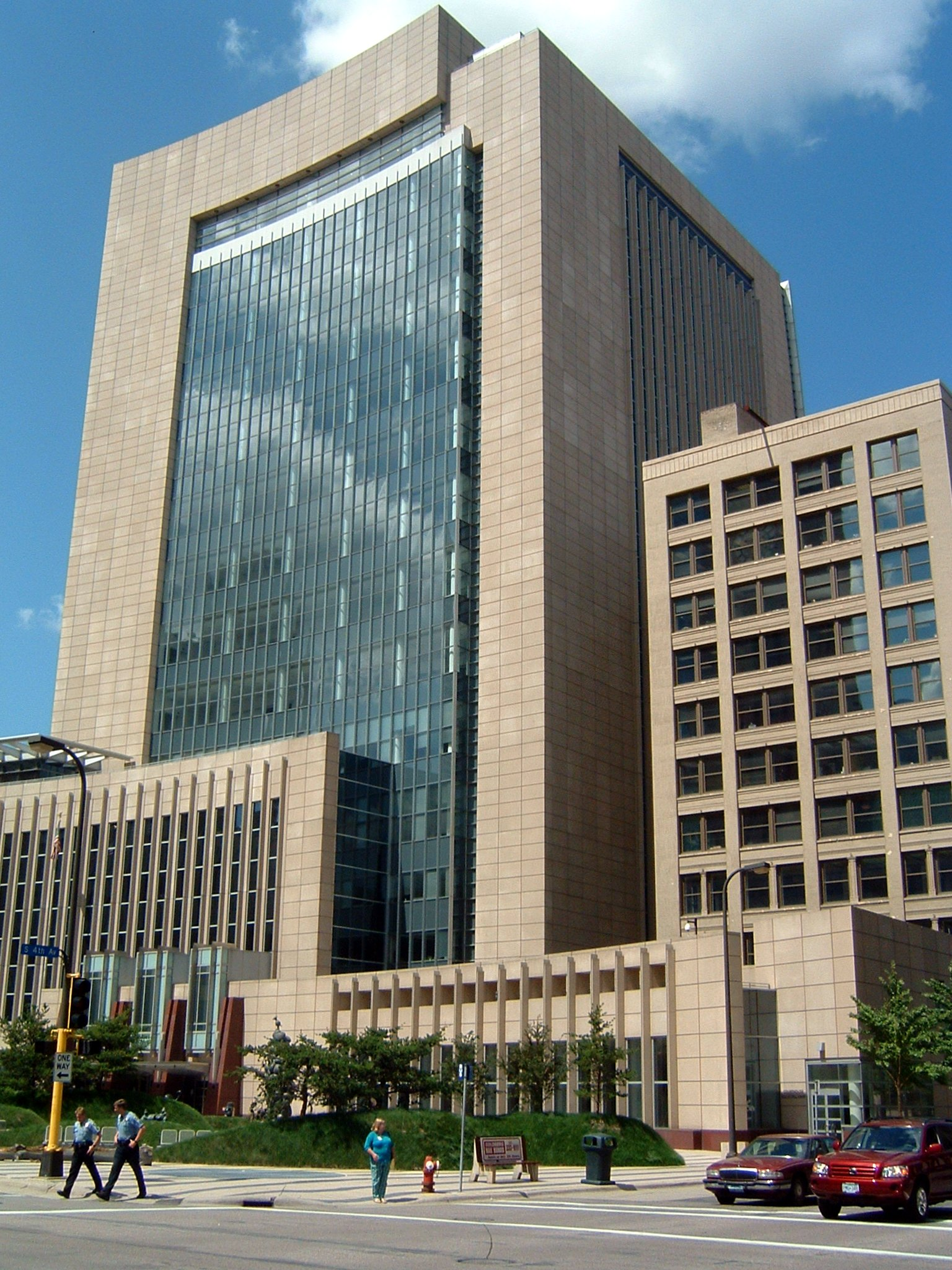
La Minneapolis Federal Courthouse.
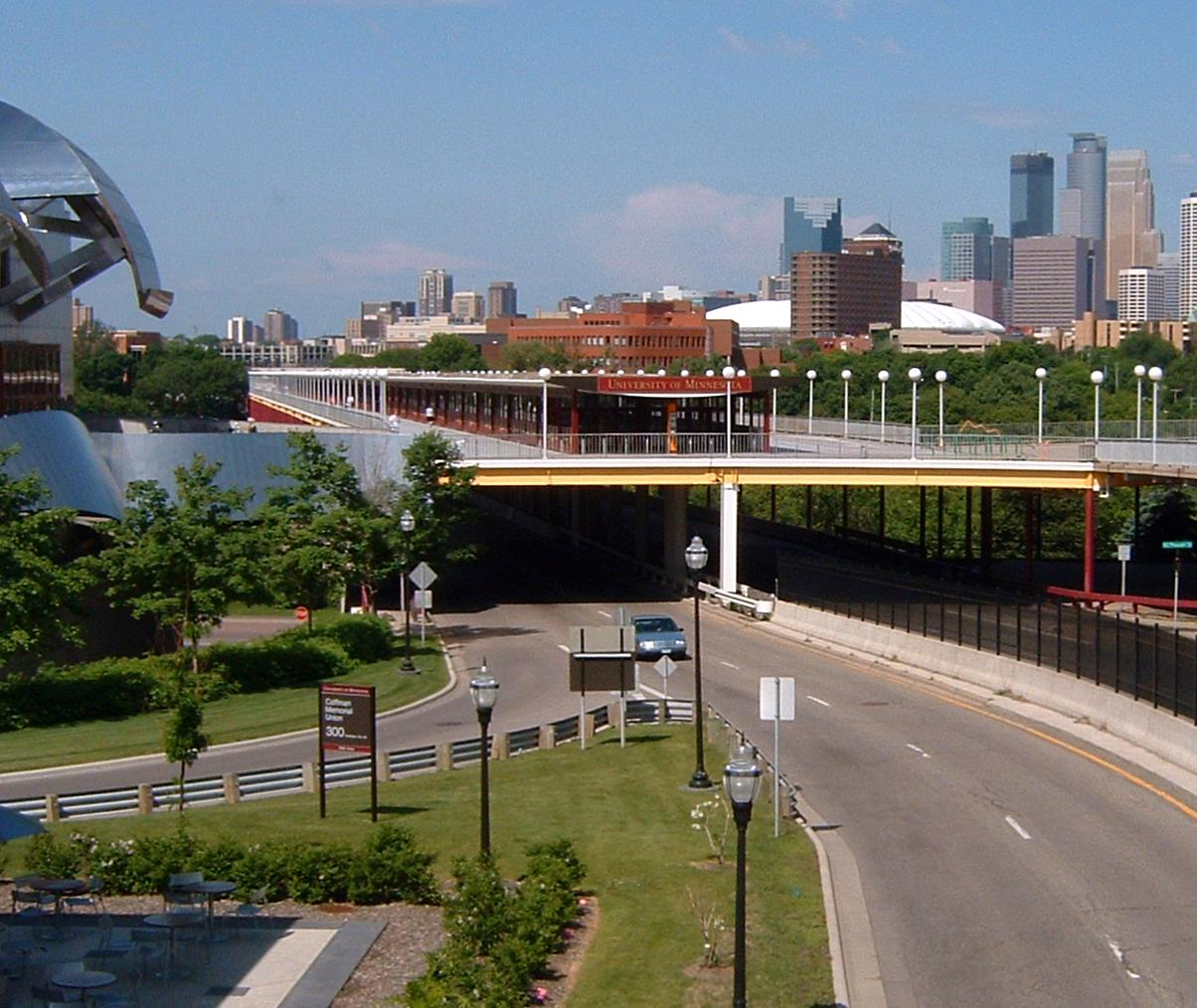
Entrée du Washington Avenue Bridge.
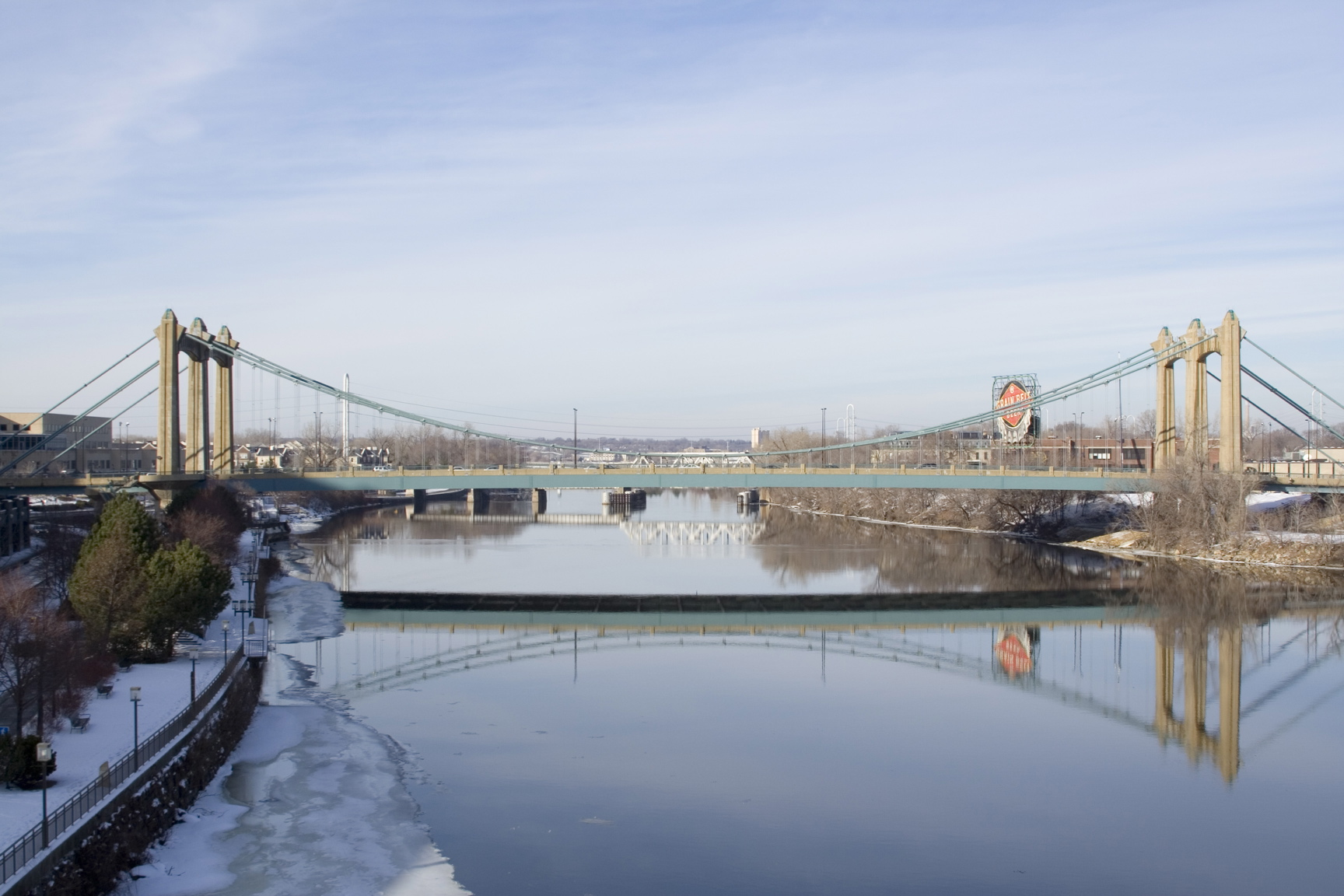
L'Hennepin Avenue bridge.
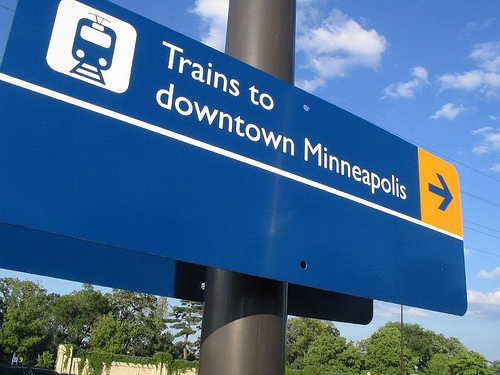
Pancarte du métro léger.
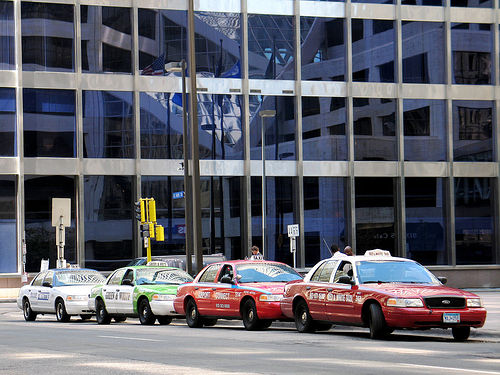
Taxis en centre-ville.
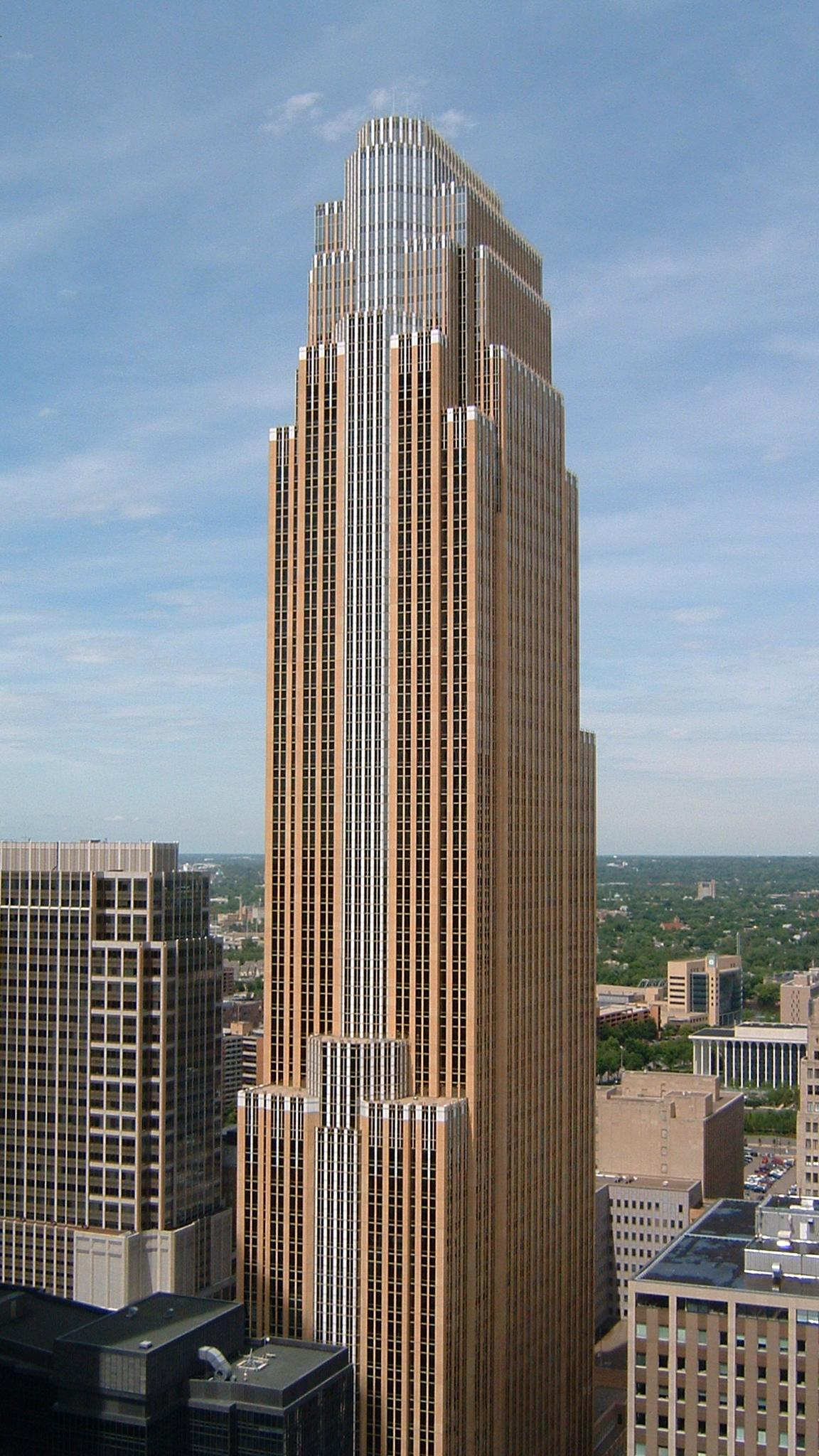
Le Wells Fargo Center.
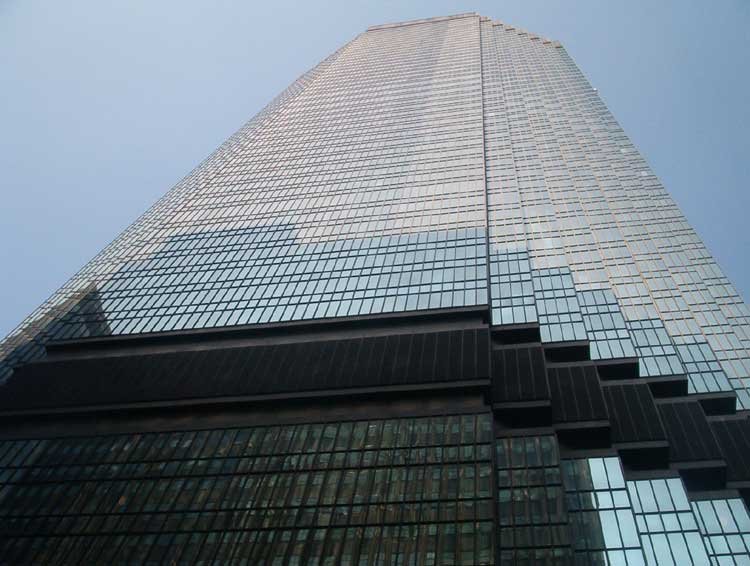
L'IDS Center.
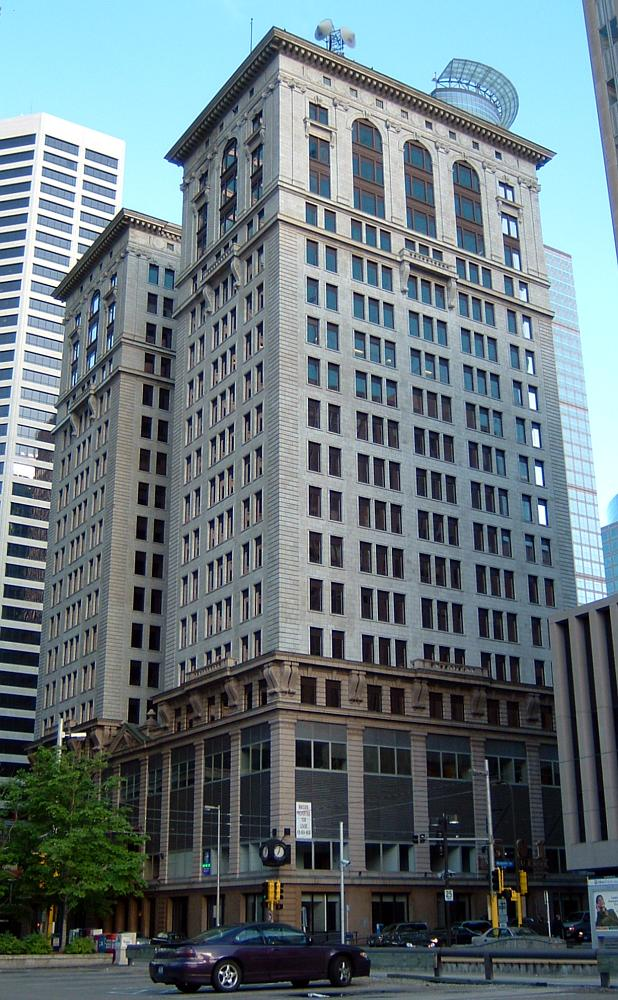
Le 501 Marquette.